# Monte Albán
Monte Albán es un sitio arqueológico localizado a 8 km de la ciudad de Oaxaca de Juárez. Fue la antigua capital de los zapotecos y una de las primeras ciudades de Mesoamérica, y de las más populosas durante su auge. Se fundó aproximadamente 500 años a. C., floreciendo hasta 500 d. C., desde el declive de San José Mogote en el Preclásico Medio (1500-700 a. C.) hasta el ocaso de la ciudad, ocurrido alrededor del siglo IX. 
El nombre antiguo de esta ciudad fundada por los zapotecas a finales del Preclásico Tardío es objeto de discusiones. Se sabe, en cambio, que los mexicas llamaron a la ciudad Ocelotépec, que en náhuatl significa Monte Jaguar o Monte del Jaguar, de océlotl - jaguar, y tépetl - monte o cerro, y que traducido al zapoteco resulta en Dani Beedxe, de dani - monte, y beedxe - jaguar; aunque al parecer los zapotecos también conocieron la ciudad con el nombre de Dani Baán. Los mixtecos, en cambio, llamaron a la ciudad Yukú Kuììn, del mixteco yukú - monte, y kuììn - jaguar. El nombre castellano de Monte Albán fue dado por los españoles en la conquista por la similitud del paisaje con los montes Albanos en Italia.
Monte Albán fue una de las ciudades más importantes de Mesoamérica. Se fundó en el 500 a. C. sobre la cima de una montaña en el centro de los Valles Centrales de Oaxaca y funcionó como capital de los zapotecas desde los inicios de nuestra era hasta el 800 d. C. En su momento de mayor desarrollo Monte Albán llegó a tener cerca de 35 000 habitantes, que vivían en su mayoría en las laderas aterrazadas de la montaña, dedicados a la agricultura. Como la gran mayoría de las grandes metrópolis mesoamericanas, Monte Albán fue una ciudad con una población pluriétnica. A lo largo de su historia la ciudad mantuvo vínculos muy sólidos con otros pueblos de gran importancia en Mesoamérica, en especial con los teotihuacanos durante el período Clásico Temprano. La ciudad fue abandonada al final de la Fase Xoo por la élite y buena parte de su población. Sin embargo, el recinto ceremonial que constituye el conjunto de la Zona Arqueológica de Monte Albán fue reutilizado por los mixtecos durante el Período Posclásico. Para esta época, el poder político del pueblo zapoteco se encontraba dividido entre varias ciudades-Estado, como Zaachila, Yagul, Lambityeco y Tehuantepec. 
Aunque es probable que su existencia fuera conocida durante la época colonial, Monte Albán no se menciona en las crónicas de la conquista o en los siglos posteriores, hasta principios del siglo XIX. Durante la primera mitad del siglo XX el mexicano Alfonso Caso llevó a cabo una serie de excavaciones que lo llevaron a encontrar la Tumba 7, donde reposaba el mayor depósito de obras de orfebrería mesoamericana de oro que se haya descubierto hasta la fecha. 
La zona arqueológica de Monte Albán fue declarada por la UNESCO, conjuntamente con el Centro Histórico de la Ciudad de Oaxaca, como Patrimonio Cultural de la Humanidad el 11 de diciembre de 1987.

## Medio físico

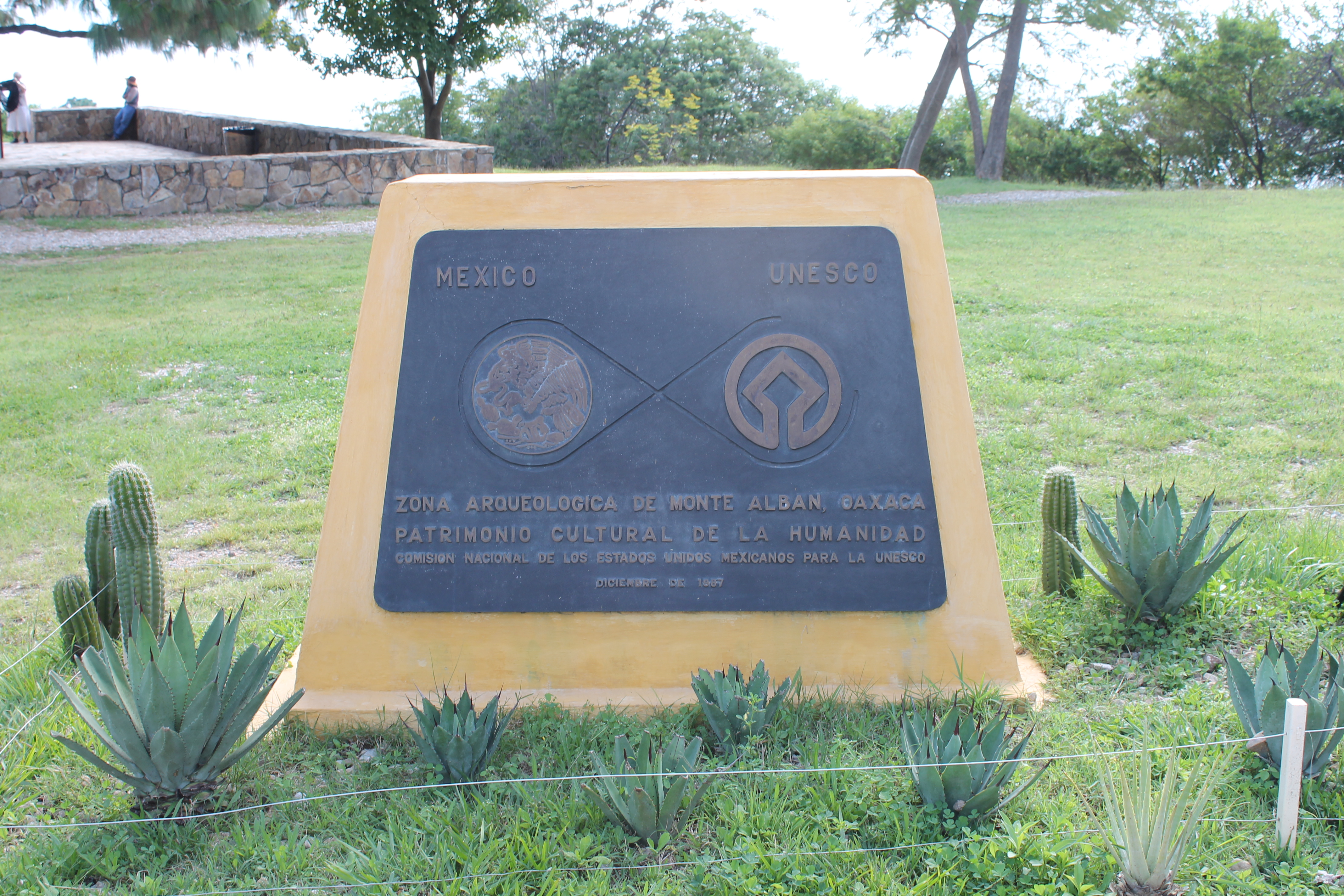
Placa "Patrimonio Cultural de la Humanidad" en Monte Alban

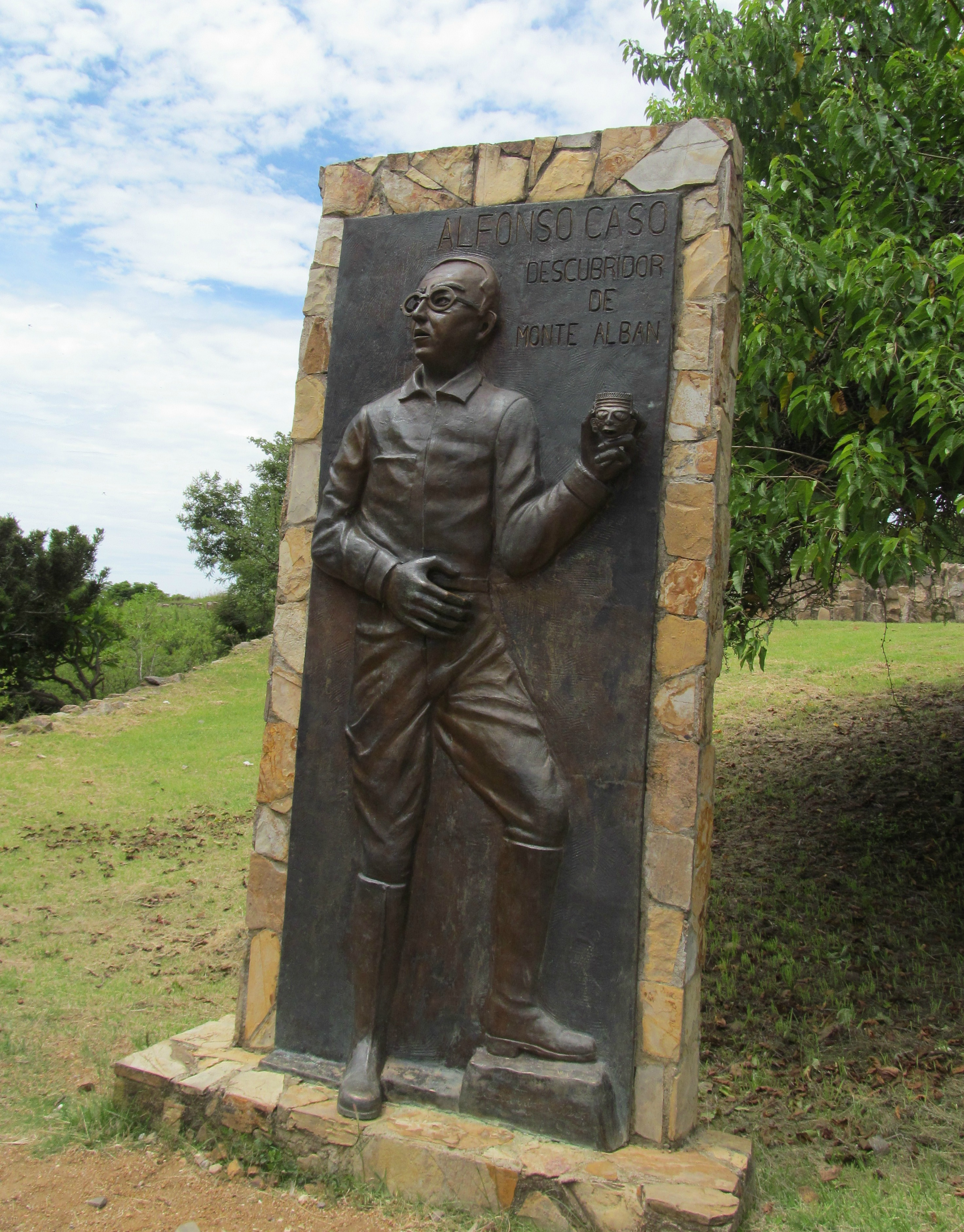
Placa dedicada a Alfonso Caso, explorador de Monte Albán, ubicada a la entrada del Museo de Sitio.

El centro ceremonial de Monte Albán se encuentra sobre un conjunto de macizos montañosos donde se unen los Valles Centrales de Oaxaca. Desde las alturas de Monte Albán se domina visualmente los tres brazos del valle de Oaxaca: Etla al norte, Zimatlán al sur y Tlacolula al este. Las crestas de los cerros, al igual que las laderas, fueron cortadas y niveladas para construir los edificios que conforman el conjunto arquitectónico. Las edificaciones se construyeron copiando las formas de los cerros. En las laderas se formaron terrazas donde se construyeron las casas de la mayor parte de los habitantes. La mayor parte de la población radicaba en viviendas de materiales perecederos en las laderas del monte. En cambio, las élites política, militar y religiosa vivían en el interior del recinto ceremonial.
El valle de Oaxaca se caracteriza por su clima cálido y de lluvias moderadas. Sin embargo, la presencia del río Atoyac era garantía de una fuente de agua necesaria para el florecimiento de la agricultura —que fue la principal actividad económica de los mesoamericanos—, favorecida también por las características topográficas de la región, con aluviones amplios y suelos fértiles. Monte Albán era el centro político de esta región de gran importancia agrícola. La morfología del cerro de Monte Albán fue adaptada para la construcción de la ciudad y la satisfacción de ciertas demandas propias de una población urbana. Por una parte, la Plaza Central requirió de una serie de intervenciones sucesivas que dieron como resultado una plataforma aplanada sobre la que se construyeron los edificios de la ciudad, aprovechando las canteras de las inmediaciones de los Valles Centrales. Por otra parte, los habitantes construyeron terrazas con propósitos agrícolas, amén de pequeñas presas que permitían el almacenamiento de agua en la temporada de lluvias, que en la zona abarca el verano, el otoño y el invierno.
Los valles que circundan a Monte Albán favorecieron la obtención de recursos tales como plantas medicinales (yerba del cáncer, arnica, espule, entre otros), frutos y semillas de plantas silvestres (pochote, guaje, pitayo, tunillo, agave, entre otros), insectos comestibles (chapulín, chicharra, gusano de maguey, chicatana y avispa) y animales de caza (conejo, armadillo, venado y codorniz). También se obtenían piedra, cal y adobe para la construcción y barro para la elaboración de cerámica y otros productos.

## Historia

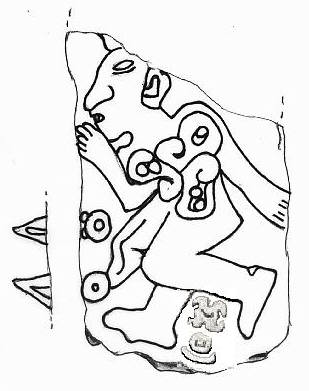
Monumento 3 de San José Mogote.

### Los Valles antes de la fundación de Monte Albán
El valle de Oaxaca presenta evidencia de ocupación humana que data por lo menos del décimo milenio antes de Cristo —dentro de la llamada Etapa Lítica de México—. El objeto más antiguo que se haya localizado en la región es una punta acanalada de lanza, encontrada en San Juan Guelavía, en el valle de Tlacolula. Posteriormente, el valle de Tlacolula fue también uno de los centros donde se empezaron a cultivar algunos de los productos agrícolas más importantes de la economía mesoamericana precolombina, como son el maíz, la calabaza y el frijol. Entre los sitios en los que se han encontrado evidencias de este proceso agrícola se encuentran la cueva de Guilá Naquitz y Gheo Shih. 
Durante el Preclásico Medio, la región de los Valles Centrales comienza a recibir la influencia del estilo olmeca, al mismo tiempo en que se establecen algunas de las primeras aldeas sedentarias de la región, habitadas por grupos del habla zapoteca y principalmente agricultores. La mayor parte de las grandes aldeas agrícolas de los valles se desarrolló hacia el final del Preclásico Temprano (alrededor del siglo XVI a. C.), y entre ellas se encuentran Tierras Largas —que da su nombre a la fase arqueológica—, Hacienda Blanca y San José Mogote. Estas tres poblaciones, probablemente las mayores en la región durante esta época, se localizaban todas en el valle de Etla. Se supone que para esta época, la población de habla otomangueana —relacionada con un tipo de cerámica de amplia distribución entre la Cuenca de México y la región central de Oaxaca— ya se encontraba distribuida en buena parte del centro de México. San José Mogote destaca por su importancia, por mostrar señales de un proceso de urbanización favorecido por el incremento de la población y una base económica más amplia. Sin embargo, hacia el final de la Fase Rosario (alrededor del 500 a. C.), la naciente ciudad zapoteca fue abandonada por el 95% de su población, que presumiblemente participó en la fundación de Monte Albán.

### Inicios de Monte Albán

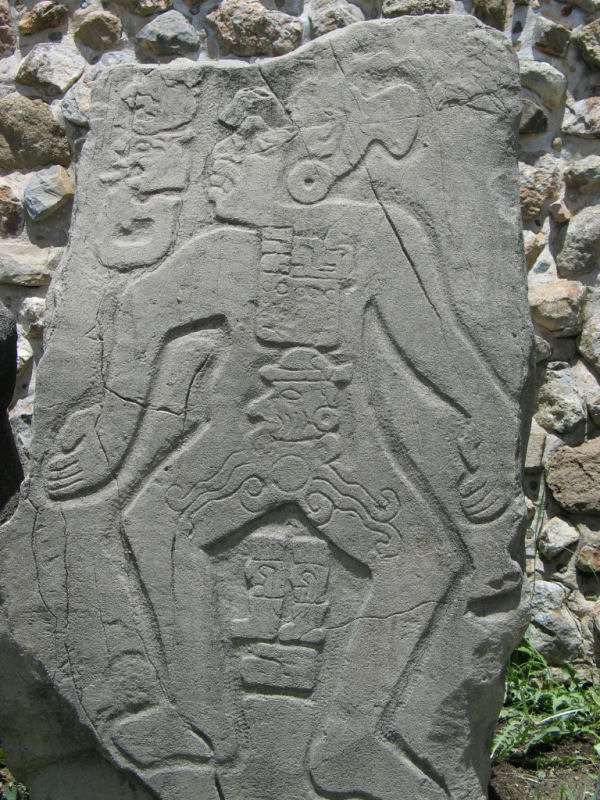
Una de las estelas conocidas como Danzantes, por las posiciones poco ortodoxas de los personajes representados.

Monte Albán inició su propia historia alrededor del siglo V a. C.. Hacia el final de la Fase Rosario, la primera ciudad de Los Valles declinó definitivamente en favor de Monte Albán. En el valle de Tlacolula, Dainzú permaneció como un centro de segunda importancia en el área. Para cuando se comenzó la construcción del centro administrativo de Monte Albán, Mogote y Dainzú ya contaban con edificios públicos monumentales. La relación entre estas tres grandes ciudades no es muy clara: pudieron ser ambiguas o francamente conflictivas. Algunas otras poblaciones de Los Valles parecen haber optado por un sistema de alianzas con la nueva élite de Monte Albán. Entre estas se encontraban Tomaltepec y Yagul. El hecho es que durante la segunda mitad de la Fase Monte Albán I (300-100 a. C., aproximadamente), la región debió enfrentar un clima de hostilidad derivado por el expansionismo militar de Monte Albán, tal como atestiguan las representaciones de personas sometidas —los llamados Danzantes—.
Durante la Fase Monte Albán I y la primera parte de la Fase Monte Albán II, Monte Albán es el escenario de varias innovaciones importantes en el contexto mesoamericano. En contraste con otras regiones que durante el Preclásico Medio y Superior recibieron un importante aporte de la cultura olmeca, en los Valles Centrales la impronta de este estilo está asociada por un corto período con el desarrollo de San José Mogote, para luego dar lugar a un estilo artístico más o menos característico de la cultura zapoteca. Otro dato importante sobre el desarrollo formativo de Monte Albán es la creación de un sistema de escritura propio, cuyas evidencias más antiguas corresponden al siglo IV a. C. La escritura zapoteca estaba asociada al registro de sucesos notables para la historia de la ciudad, por lo que implica el manejo de un calendario. Durante la Fase I de la ciudad se comenzó el aplanamiento de la cumbre, así como la construcción de un muro defensivo en las laderas norte y oeste del cerro. La pobreza era muy escasa.

### Florecimiento de Monte Albán

#### Monte Albán y Teotihuacán

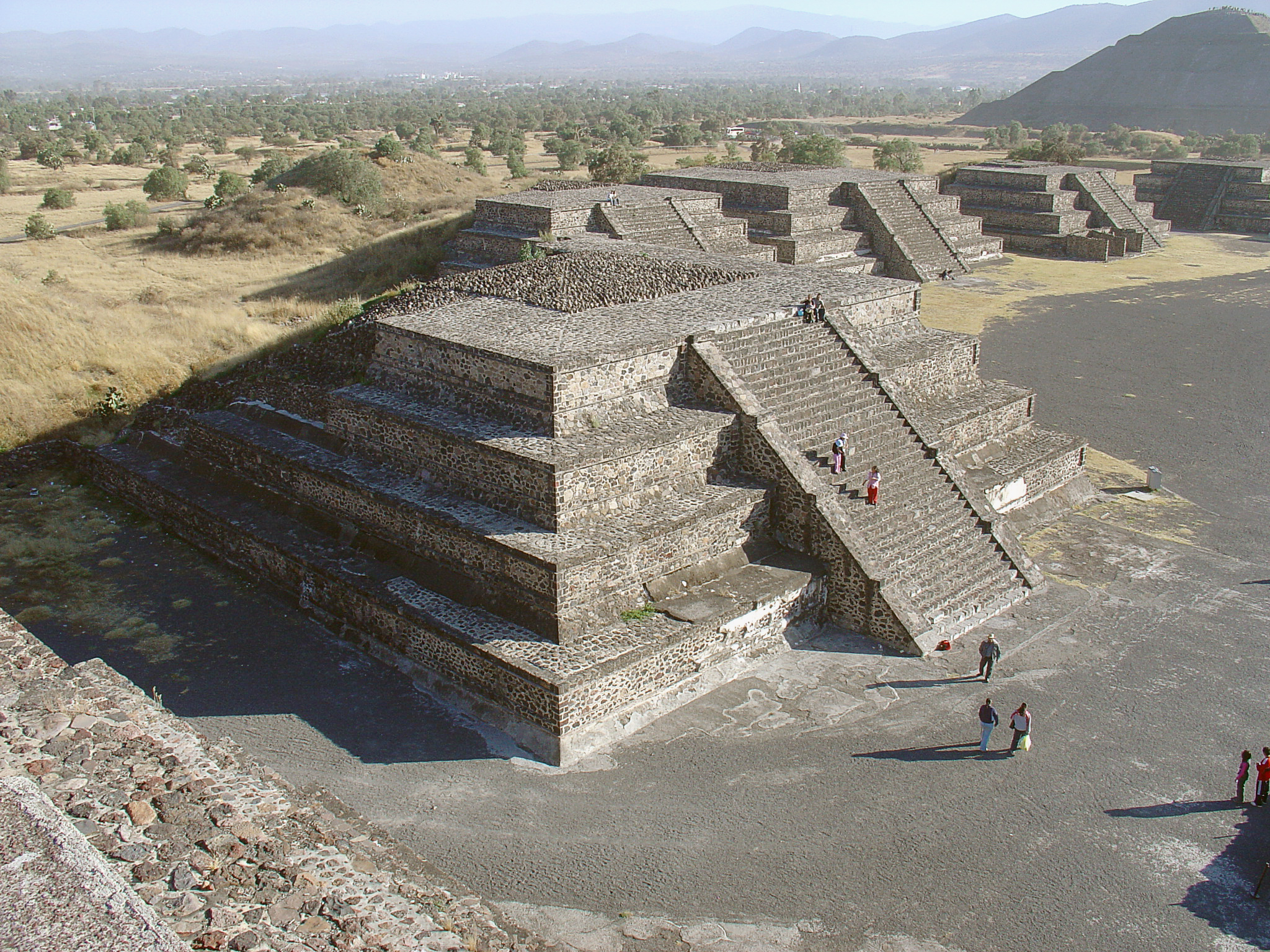
Vista de Teotihuacán, la mayor metrópoli de Mesoamérica durante el Clásico. Esta ciudad mantenía sólidas relaciones con Monte Albán, como demuestra la existencia de un barrio zapoteco en la ciudad.

Urna funeraria zapoteca (Fase Monte Albán III).

Durante la Fase Monte Albán II Temprana, la capital zapoteca tuvo una población de aproximadamente 17.200 habitantes, que la convertían en una de las mayores ciudades de Mesoamérica. Para esta época, habían caído bajo su esfera de influencia, además de los Valles Centrales, la Cañada de Cuicatlán, algunas zonas de la Sierra de Juárez y de la costa oaxaqueña del Pacífico. El creciente poderío de los zapotecos les permitió convertirse en un nodo importante del comercio mesoamericano, de modo que establecieron lazos de intercambio de bienes con regiones como la costa del Golfo de México y el valle de México, donde Teotihuacán se había convertido en la principal ciudad, tras el abandono de Cuicuilco a causa de la erupción del Xitle.
Las excavaciones arqueológicas en Teotihuacán ponen de manifiesto que en esa ciudad existía un barrio zapoteco hacia el final de la Fase II de Monte Albán. Parece probable que los zapotecos hayan participado en el florecimiendo de la metrópoli localizada en la ribera oriental del lago de Texcoco, debido a sus conocimientos arquitectónicos y científicos. El sistema de escritura teotihuacano, por ejemplo, recibió la influencia del que ya se empleaba en una parte importante del actual territorio de Oaxaca. Durante este tiempo, Monte Albán continuó inmerso en un proceso expansionista como lo atestiguan las estelas de conquista del Edificio J, construido en esta etapa. Por otra parte, la cerámica zapoteca adquirió características muy particulares que la distinguieron de la producción alfarera de otras regiones de Mesoamérica. Al final de Monte Albán II, la ciudad se consolida como una de las principales ciudades de Mesoamérica. 
Las relaciones entre Monte Albán y Teotihuacán se modificaron durante la Fase III-A (350-500 d. C.). Las consecuencias de esta transformación en el vínculo entre ambas ciudades se reflejaron en la suspensión de nuevas edificaciones durante esta época. La población del valle de Etla se contrajo en sus centros mayores, como San José Mogote y Cerro de la Campana; situación que se repitió en menor medida en el valle de Tlacolula. Por otra parte, la cerámica de Monte Albán comenzó a reflejar una fuerte influencia teotihuacana en su estilo. Incluso, se han encontrado piezas de cerámica que pudieron ser producidas en Teotihuacán y otras de manufactura local, aunque con un estilo totalmente teotihuacano. El fenómeno no es privativo de Monte Albán: se repitió en otros sitios del Clásico, especialmente en el área maya, donde Kaminaljuyú y la zona del Petén muestran evidencia arqueológica de la presencia de los teotihuacanos en aquellas regiones. Las hipótesis más radicales sugerían que Monte Albán fue ocupada por los teotihuacanos durante la Fase III-A; sin embargo, en las interpretaciones más aceptadas, se sugiere que durante esta etapa de la historia de la ciudad, Monte Albán y Teotihuacán establecieron una alianza política y comercial.

#### Monte Albán en la Fase Xoo

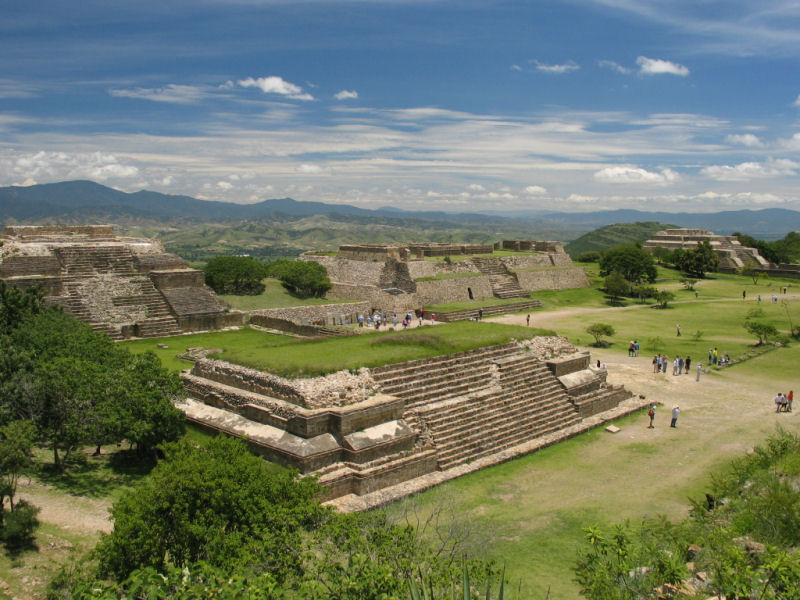
Vista del centro ceremonial de Monte Albán desde la Plataforma Sur. La mayor parte de los edificios que se pueden observar en la zona arqueológica, datan de la Fase Xoo o Monte Albán IIIB-IV.

La Fase Xoo corresponde al período comprendido entre la suspensión de los lazos políticos entre Teotihuacán y Monte Albán y la desocupación final de la ciudad zapoteca (500-800 d. C.).  En efecto, por razones que aún son motivo de discusión, las dos ciudades rompieron relaciones hacia el inicio del siglo VI de la era cristiana. De acuerdo con ciertos estudios, el rompimiento del vínculo entre Monte Albán y Teotihuacán se debió al establecimiento de relaciones entre la ciudad zapoteca y Xochicalco, que fue una de las principales ciudades del Epiclásico del Centro de México.
La ruptura entre Monte Albán y Teotihuacán permitió el resurgimiento de la cultura zapoteca en los Valles Centrales, como lo muestra el aumento de construcciones monumentales durante esta época —conocida también como Monte Albán IIIB-IV—, así como el acentuamiento de ciertos rasgos muy característicos de la cultura zapoteca. Entre estos rasgos, existe un resurgimiento de la cerámica propiamente zapoteca, ya asimilada la influencia teotihuacana. Por otra parte, en el campo de la religión, el culto a Pitao Cocijo se vuelve uno de los más populares, lo que se deduce de las numerosas representaciones de esta divinidad encontradas en la zona arqueológica y otras partes de los Valles Centrales. El culto a los muertos se volvió particularmente importante, como lo muestra el gran número de tumbas construidas durante la primera parte de la Fase Xoo.
Pero de la mano de este resurgimiento, otras ciudades de la región entraron en competencia con Monte Albán, que había perdido su monopolio político. A diferencia de lo ocurrido en las fases I y II, durante el período Xoo el ejercicio del poder en Los Valles fue resultado de las alianzas políticas entre distintos centros de población, ya no de las conquistas militares. De acuerdo con Winter (1997), en el valle de Etla surgió una unidad política de la alianza entre Cerro de la Campana y Tlaltenango; en el valle de Zimatlán-Ocotlán, Jalieza se convirtió en la jefatura de otra confederación; y en el valle de Tlacolula surgió otra unidad que probablemente integraba a Dainzú-Macuilxóchitl, Lambityeco, Yagul y Mitla. Estas últimas localidades se encontraban defendidas por murallas, lo que parece indicar que marcaban la frontera de los zapotecos de Los Valles y otros pueblos.

### Colapso de la ciudad

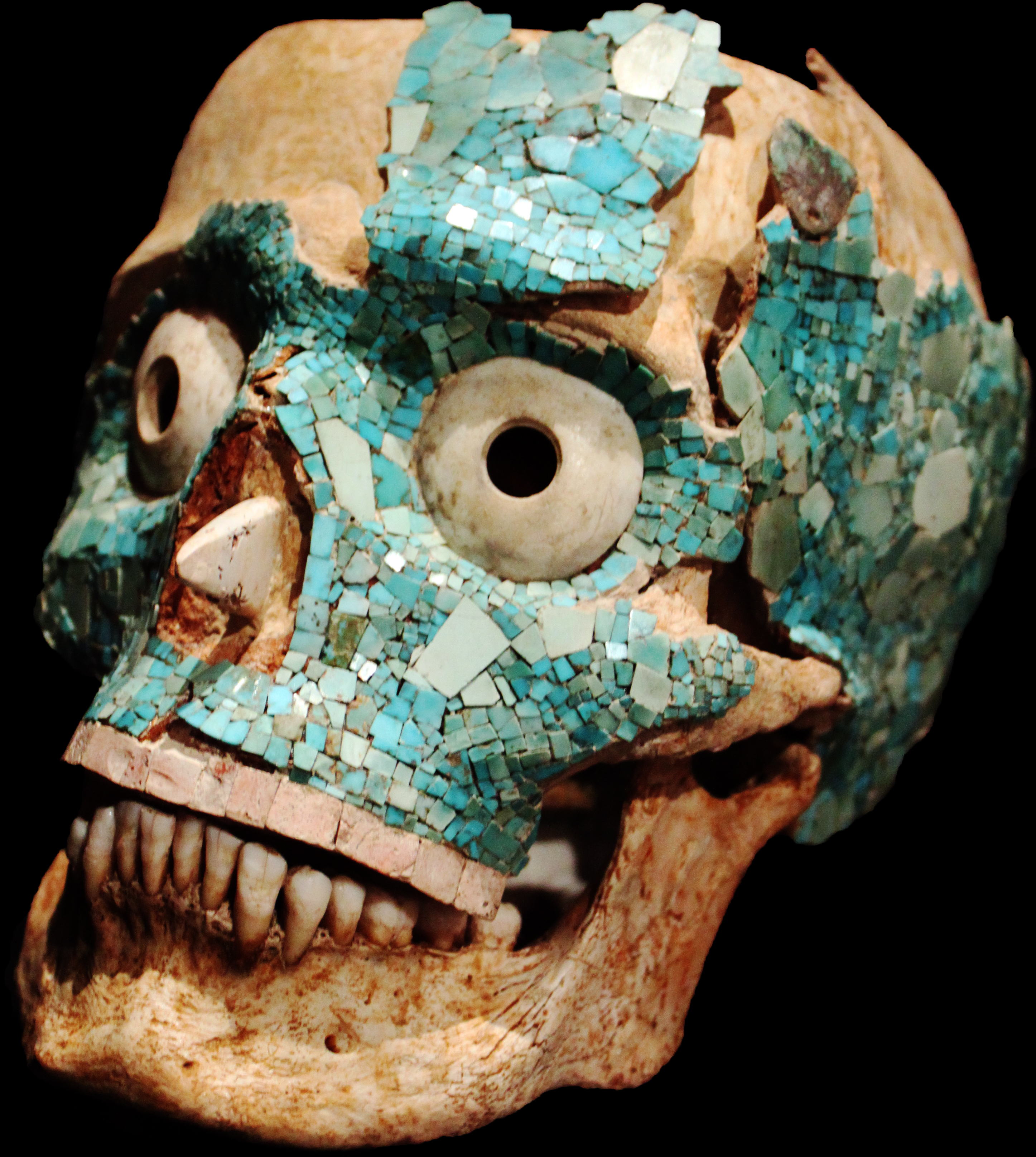
Cráneo recubierto de turquesa (Tumba 7 de Monte Albán, Fase Monte Albán V, cultura mixteca). Forma parte del acervo del Museo Regional de Oaxaca.

Al final de la Fase Xoo (siglo VIII) las obras públicas en Monte Albán se detuvieron, al igual que otras construcciones. Los edificios del centro ceremonial ya no fueron remozados nuevamente, lo que es indicador del abandono de la ciudad por parte de la élite gobernante. Al mismo tiempo, la ciudad perdía su población, en favor de otras localidades cercanas, ubicadas en el valle, pero en las inmediaciones de la antigua ciudad. El colapso de Monte Albán ocurrió algo más tarde que el de Teotihuacán, aunque existe la probabilidad de que la inestabilidad política en Mesoamérica, derivada del vacío de poder dejado por la ciudad de la Cuenca de México, hayan contribuido al declive de los principales centros urbanos entre los siglos VIII y IX de la era cristiana. 
Monte Albán fue abandonada definitivamente en tanto núcleo de población durante esta época, aunque fue reutilizada por los habitantes zapotecos del valle con fines rituales. Durante el Posclásico Temprano, el expansionismo de los mixtecos pone a varias poblaciones de Los Valles bajo la influencia de ese pueblo montañés. Esto se refleja en la evidencia arqueológica de ciudades como Zaachila, Cuilapan y Mitla. En este contexto se ha datado el Tesoro de la Tumba 7, entierro precolombino que destaca por las numerosas piezas de orfebrería de oro de estilo mixteco que se encontraron en el interior de esa antigua tumba reutilizada siglos después.

## Exploraciones arqueológicas
Visible como es desde el centro del valle de Oaxaca, la zona arqueológica de Monte Albán atrajo visitantes y exploradores desde la época del virreinato de Nueva España. No se ha encontrado referencia a esta ciudad en textos de los siglos XVI al XVIII, pero no parece probable que la ciudad haya permanecido completamente olvidada hasta el siglo XIX. A principios del siglo XIX (1801), Guillermo Dupaix realizó una serie de investigaciones en la zona como parte de un encargo de la Corona española para la creación de un inventario de antigüedades indígenas en Nueva España. En 1859, J. M. García publicó una descripción del conjunto monumental, que fueron complementadas por la de Bandelier en los años 1890.
La primera investigación intensiva en el sitio corrió a cargo del mexicano Leopoldo Batres —que también realizó excavaciones en Teotihuacán— en 1902, que era por aquel tiempo el titular de la Inspección General de Monumentos del gobierno mexicano de Porfirio Díaz. Sin embargo, de mayor relevancia, por los hallazgos realizados en el lugar, fueron las excavaciones dirigidas por Alfonso Caso Andrade en 1931 y 1939, estas últimas en compañía de Ignacio Bernal y Jorge Acosta. En la segunda temporada, los arqueólogos realizaron investigaciones en el conjunto monumental de Monte Albán, lo que permitió rescatar y restaurar la mayor parte de los edificios que constituyen la zona abierta al público. Gracias a las exploraciones de Caso y sus compañeros, fue descubierto un gran número de edificaciones habitacionales, cívico-administrativas y religiosas; amén de numerosas tumbas, entre ellas las célebres tumbas 7, 104, 105, y 107. Como resultado de los hallazgos de Monte Albán, Caso y sus compañeros establecieron la primera cronología para la historia precolombina de la ciudad, desde su fundación alrededor del año 500 a. C. hasta el fin del Posclásico mesoamericano en 1521. Esta cronología es la misma que se emplea en la mayoría de los textos arqueológicos sobre la ciudad hasta la actualidad, con ligeros cambios de nomenclatura. 
La investigación de los periodos precedentes a la fundación de Monte Albán son un asunto de gran interés para el Proyecto de Prehistoria y Ecología Humana de la Universidad de Míchigan, iniciado por Kent Flannery en las postrimerías de la década de 1960. Durante las dos décadas siguientes a su creación, el proyecto ha documentado el desarrollo de la complejidad sociopolítica en el valle, desde el período Arcaico (aproximadamente 8000-2000 a. C.) hasta la Fase Rosario (700-500 a. C.), que es el período inmediatamente anterior al nacimiento de Monte Albán. Las investigaciones de Flannery han permitido completar la secuencia cronológica de Los Valles, lo que a su vez ha permitido una mejor comprensión de los procesos sociales que llevaron a la fundación de Monte Albán. En ese sentido, uno de los mayores aportes de este arqueólogo, resultantes de sus investigaciones en Oaxaca, ha sido la realización de excavaciones intensivas en San José Mogote, centro protourbano del valle de Etla, anterior a la fundación de Monte Albán. Las investigaciones fueron realizadas también con el apoyo de la Universidad de Míchigan, en compañía de Joyce Marcus.
Mayores luces sobre la historia de Monte Albán fueron resultado de los trabajos del Proyecto Patrones de Asentamiento Prehistórico en los Valles Centrales de Oaxaca, iniciado por Richard Blanton y varios arqueólogos más en la década de 1970. Gracias al intensivo mapeo realizado por este equipo se ha podido conocer la extensión y tamaño de la ciudad, más allá del área monumental explorada por Caso y sus compañeros. En posteriores temporadas del mismo proyecto —realizadas bajo la dirección de Blanton, Gary Feinman, Steve Kowalewski, Linda Nicholas y otros— la cobertura de las investigaciones se extendió prácticamente al resto de Los Valles. El resultado de estos trabajos han proporcionado una idea muy completa de los cambios en los patrones de asentamiento desde la prehistoria hasta la llegada de los españoles.
En 1958, se realizaron investigaciones en donde, se descubrieron unos cuantos restos de pintura mural en el interior del Montículo B y en el exterior de los montículos e y H, lo que sugirieron que los edificios estuvieron pintados de rojo, aunque en los trabajos realizados últimamente también se encontró verde, amarillo y blanco. 
Durante las 18 temporadas de campo realizadas por Alfonso Caso se descubrieron más de 170 tumbas, y junto con ellas, importantes vestigios de pintura mural. Las pinturas mejor conservadas se encuentran en las tumbas 72, 103, 104, 105, 112, 125 y 160, reportadas por Caso en 1938 y 1965, y estudiadas por Miller en 1988. 
Desde 1990 el proyecto La pintura mural prehispánica en México del Instituto de Investigaciones Estéticas de la Universidad Nacional Autónoma de México, se dedica al registro y estudio de los murales precolombinos, como los de Monte Albán, donde, miembros del proyecto, han realizado descripciones detalladas de la pintura mural existente en estas tumbas.

## Zona arqueológica

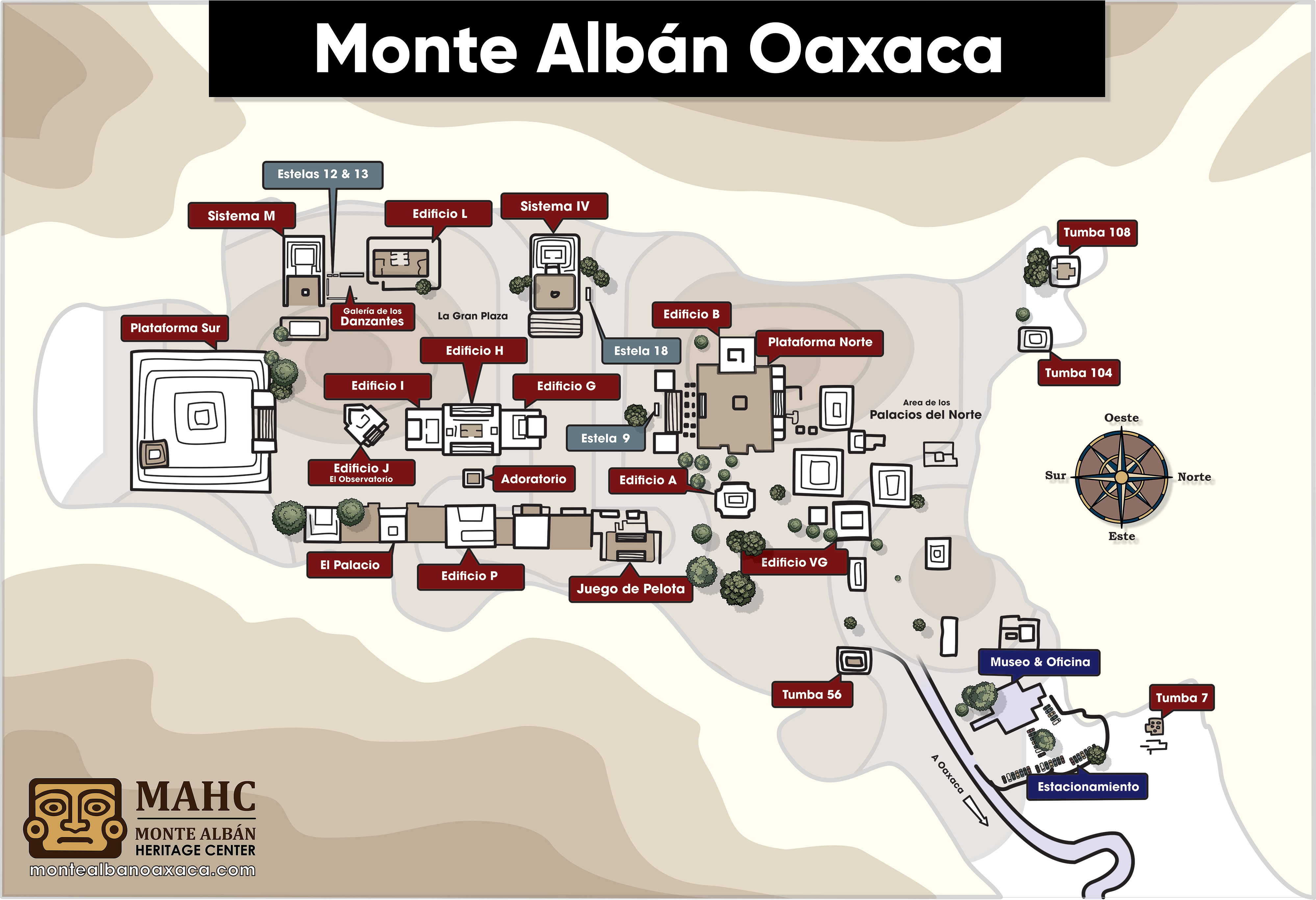
Mapa ilustrado de Monte Albán con nombres de estructuras principales, tumbas, plataformas y servicios. La leyenda está integrada visualmente en el diseño. Elaborado por el Monte Albán Heritage Center (MAHC), 2025.

La zona arqueológica de Monte Albán se encuentra a una decena de kilómetros de la capital del estado de Oaxaca. Es administrada por el Instituto Nacional de Antropología e Historia (INAH), y se encuentra abierta al público, con horario de 8:00 a 17:00 horas, de lunes a domingo. Para acceder a la zona de monumentos prehispánicos existe un camino pavimentado desde la ciudad de Oaxaca hasta la entrada del Museo del Sitio, que además cuenta con servicio de cafetería y tienda de artesanías. La mayor parte de los edificios que pueden ser visitados, fueron restaurados durante la serie de excavaciones realizadas por Alfonso Caso y sus compañeros, entre 1931 y 1948. En tiempos posteriores, se han realizado otros trabajos de restauración en la zona, como los realizados por Arturo Oliveros en la década de 1990.

### Características arquitectónicas

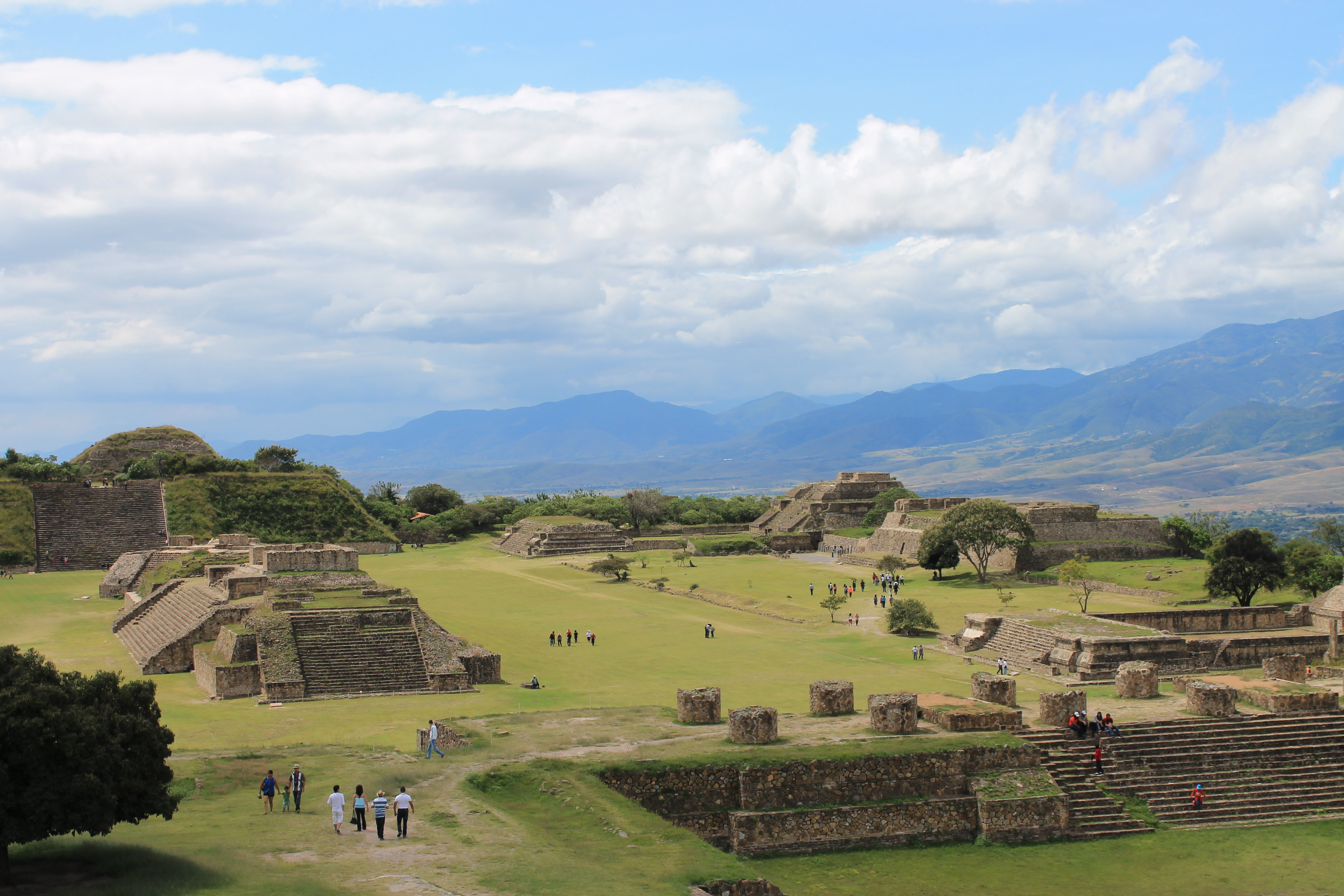
Plataforma Norte en primer plano, en el medio la Gran Plaza y al fondo la plataforma Sur

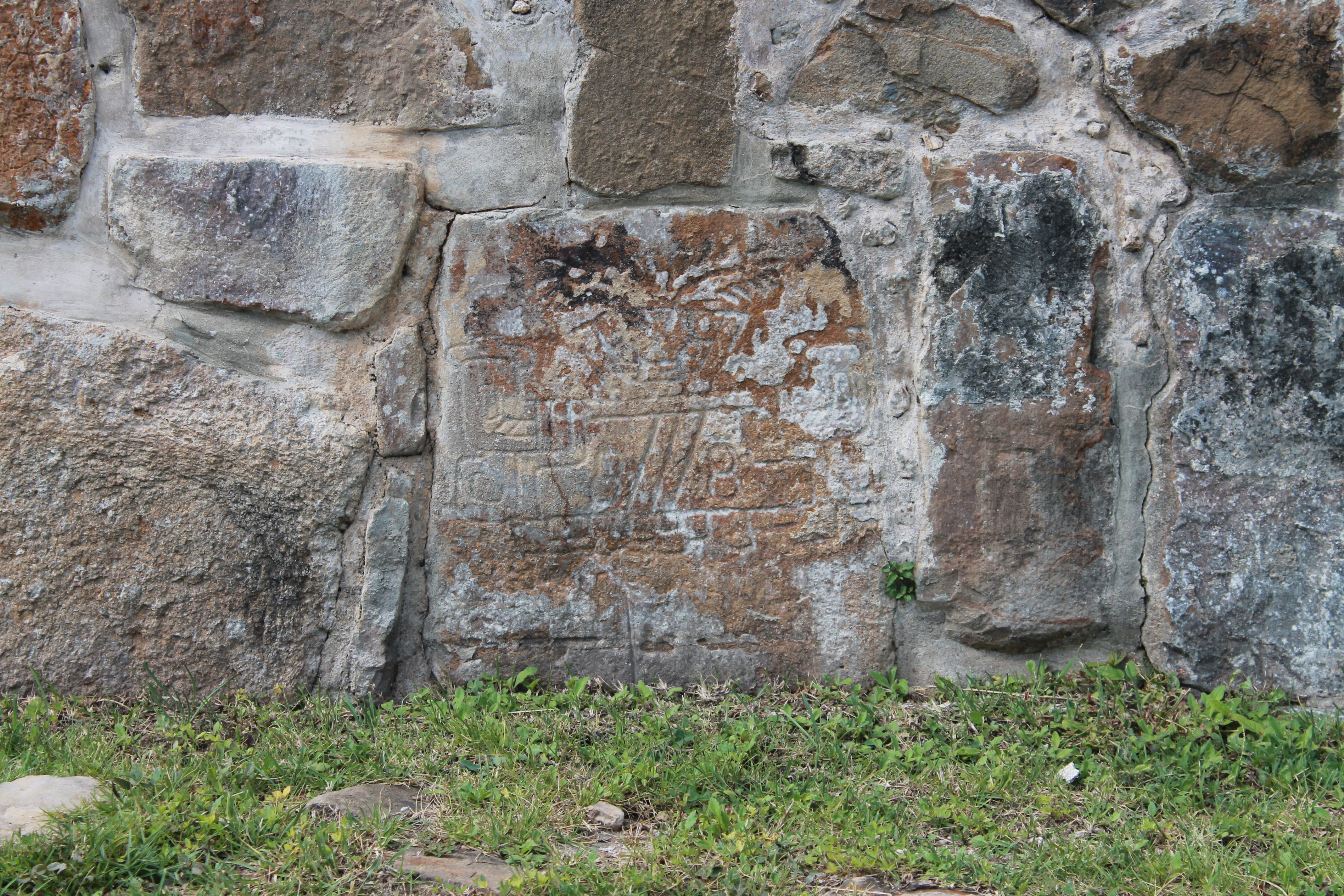
Lápida de conquista

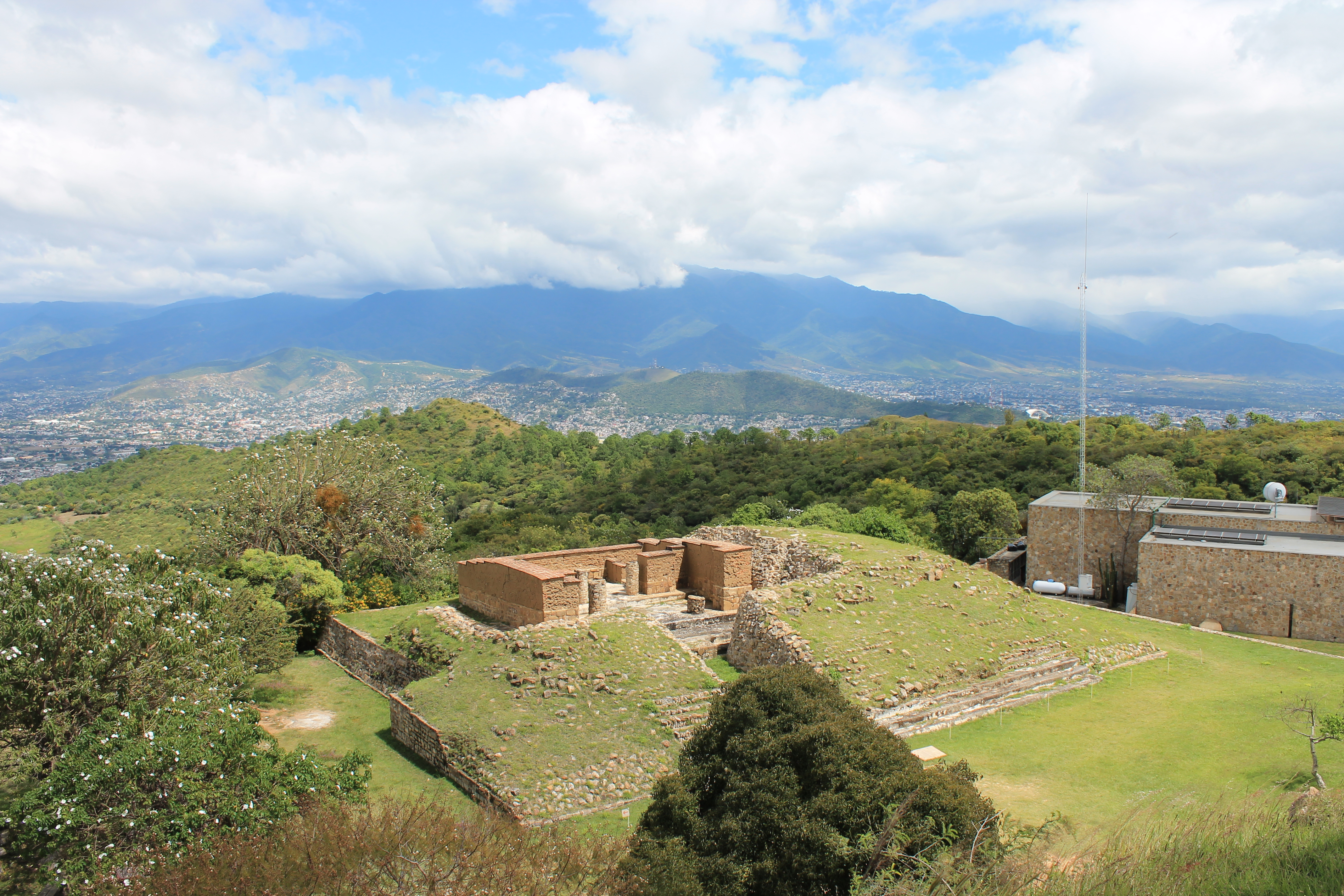
Edificio X

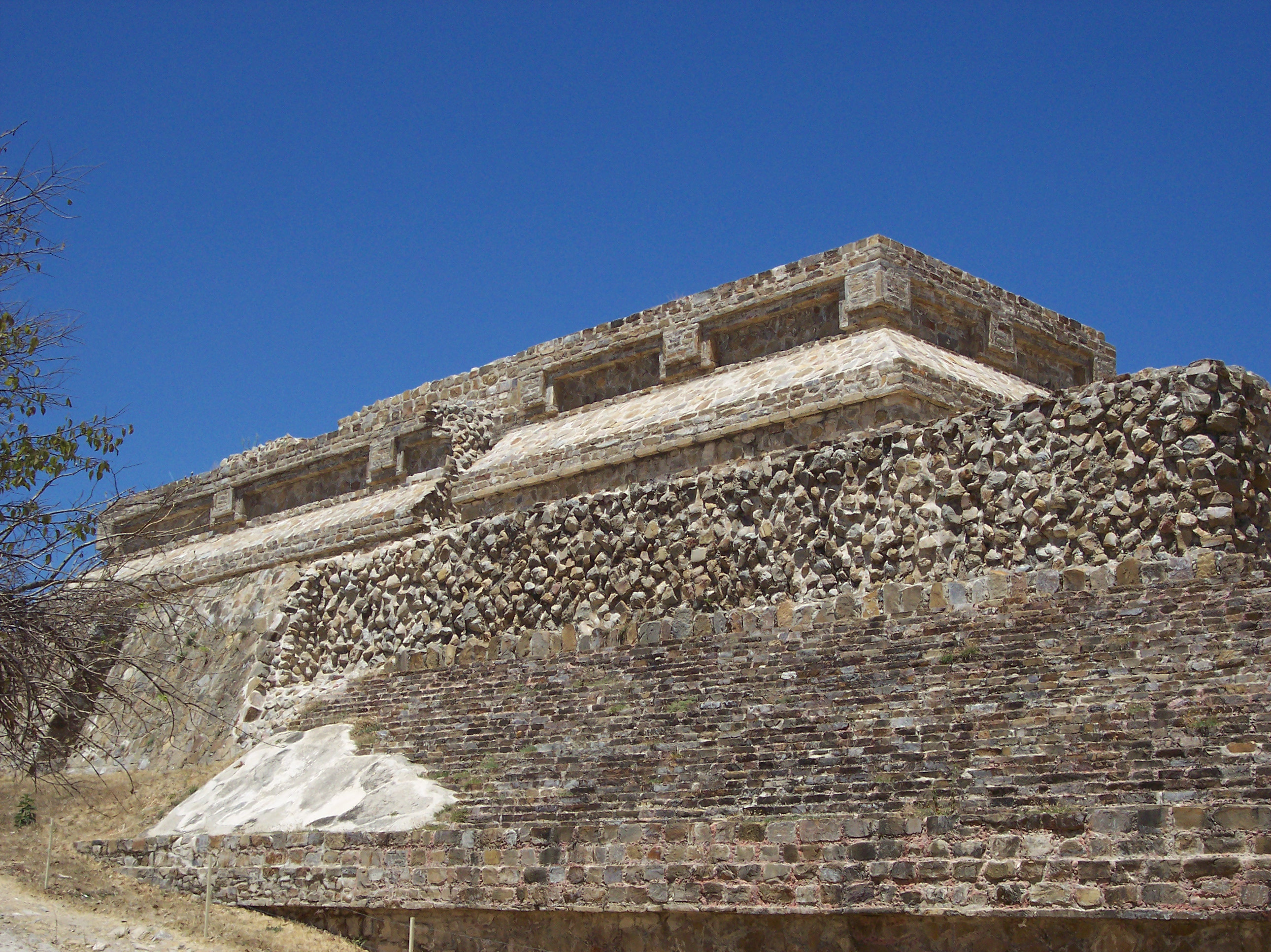
Edificio L de Monte Albán, donde se observa el estilo clásico de esta ciudad: plataformas compuestas por módulos superpuestos de talud-tablero de doble escapulario.

Como en otras partes de Mesoamérica, los restos de las edificaciones precolombinas de Monte Albán,  son en su mayoría los restos de las plataformas piramidales que sostuvieron las edificaciones dedicadas al culto religioso, a la administración pública o los restos de conjuntos habitacionales dedicados a los estratos dominantes de la sociedad. Sin embargo, gracias a los trabajos de mapeo del cerro, también se ha podido conocer la organización de los barrios habitacionales de la ciudad. Mientras el conjunto monumental se organiza en torno a la plaza central, las habitaciones de los estratos sociales más bajos se localizaban en terrazas construidas ex profeso. Este patrón de asentamiento es bastante característico de las sociedades mesoamericanas precolombinas del Clásico (ss. II-VIII/IX d. C.), como lo demuestra la disposición urbana de Teotihuacán, Palenque o Tikal, que se cuentan entre las mayores de aquel tiempo.
La arquitectura monumental de Monte Albán recibió la influencia de los primeros centros urbanos de los Valles Centrales de Oaxaca, como San José Mogote y Dainzú. Especialmente San José Mogote poseía una plaza central en torno a la cual se organizaban las plataformas sobre las que se construyeron los edificios públicos de ese centro protourbano. Pero, de acuerdo con la reconstrucción realizada por Marcus y Flannery (1996), las plataformas de Mogote estaban constituidas por un solo cuerpo. En contraste, algunas de las construcciones rescatadas en la zona arqueológica de Monte Albán constan de dos o más cuerpos superpuestos. Este rasgo arquitectónico es resultado de la influencia de Teotihuacán sobre la capital zapoteca. En Monte Albán, la técnica de construcción de talud-tablero fue adaptada por los zapotecos, dando lugar al estilo clásico de esta ciudad, con taludes amplificados, rematados por pequeños tableros de doble escapulario.
En comparación con otros núcleos urbanos de la Mesoamérica precolombina, las edificaciones de Monte Albán poseen alzados bastante más modestos, incluida la Plataforma Sur, que es la plataforma más alta del centro ceremonial. La preferencia por las edificaciones bajas con fuertes taludes parece haber sido condicionada por la alta sismicidad de los Valles Centrales de Oaxaca. De hecho, algunos de los edificios de la ciudad fueron destruidos por terremotos hacia el final de la Fase Xoo, cuando el poderío de Monte Albán estaba en proceso de disolución. 

#### Plaza Central

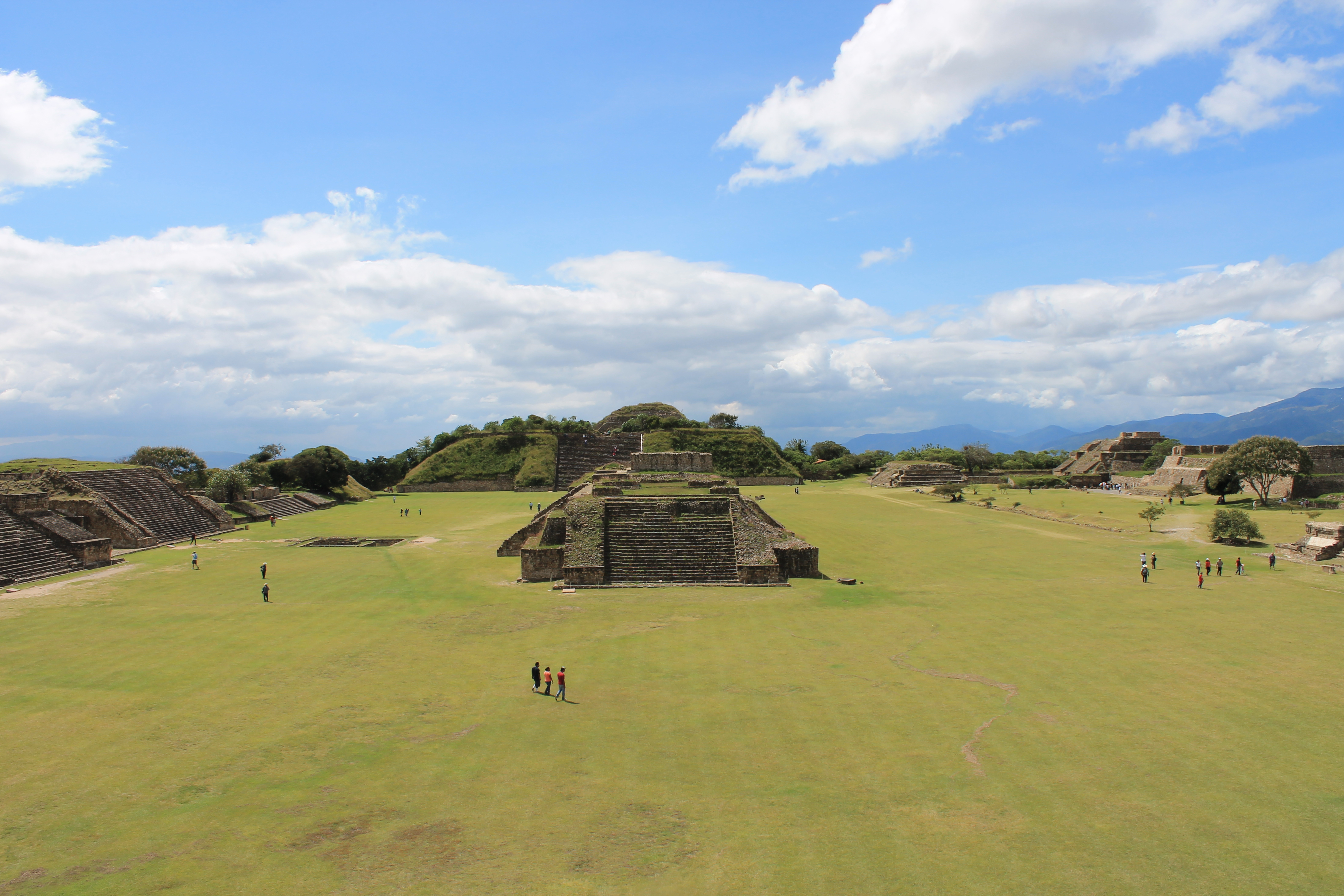
Gran Plaza Monte Albán

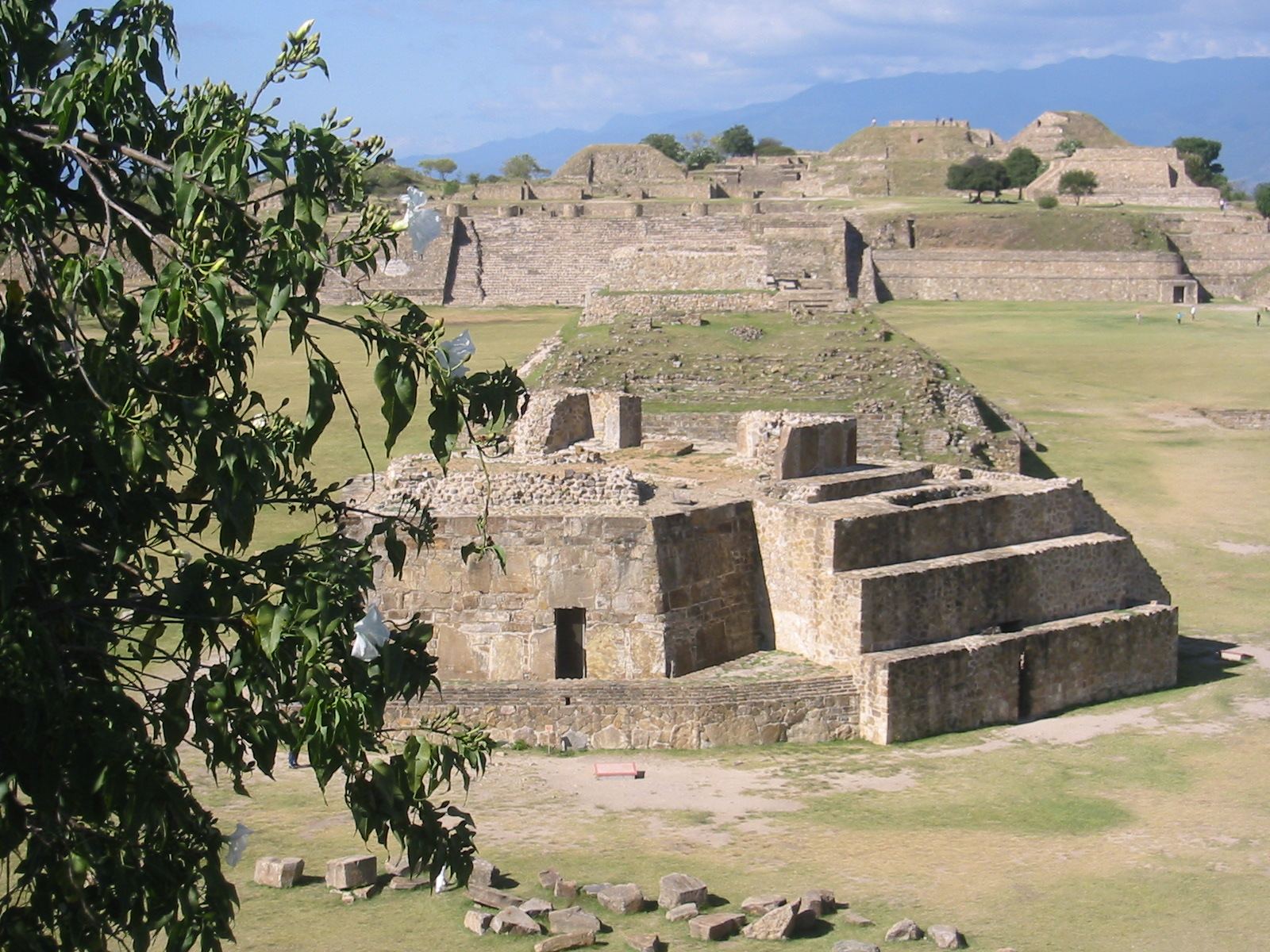
Vista de la Plaza Central desde la Plataforma Sur.

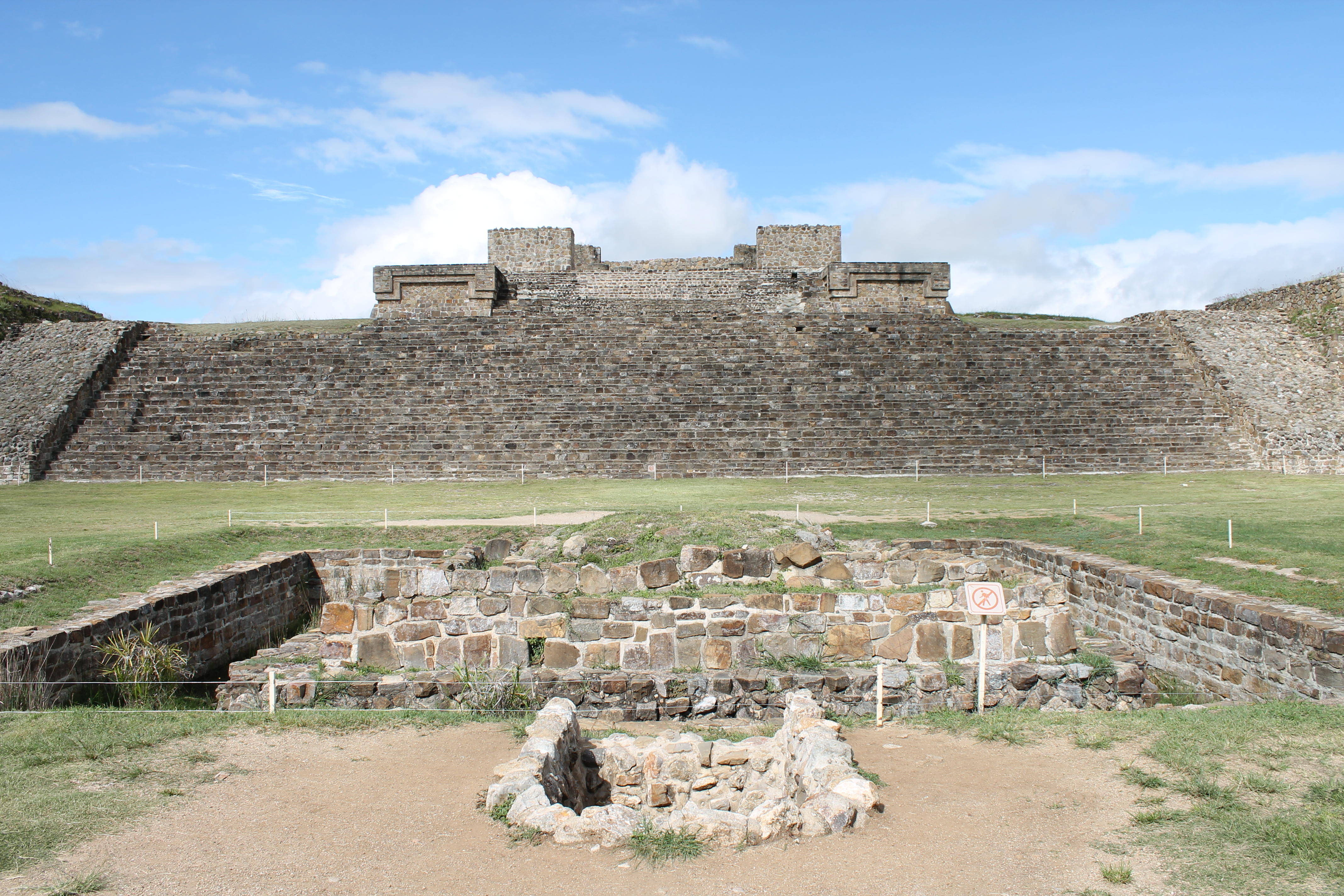
Edificio H Monte Albán

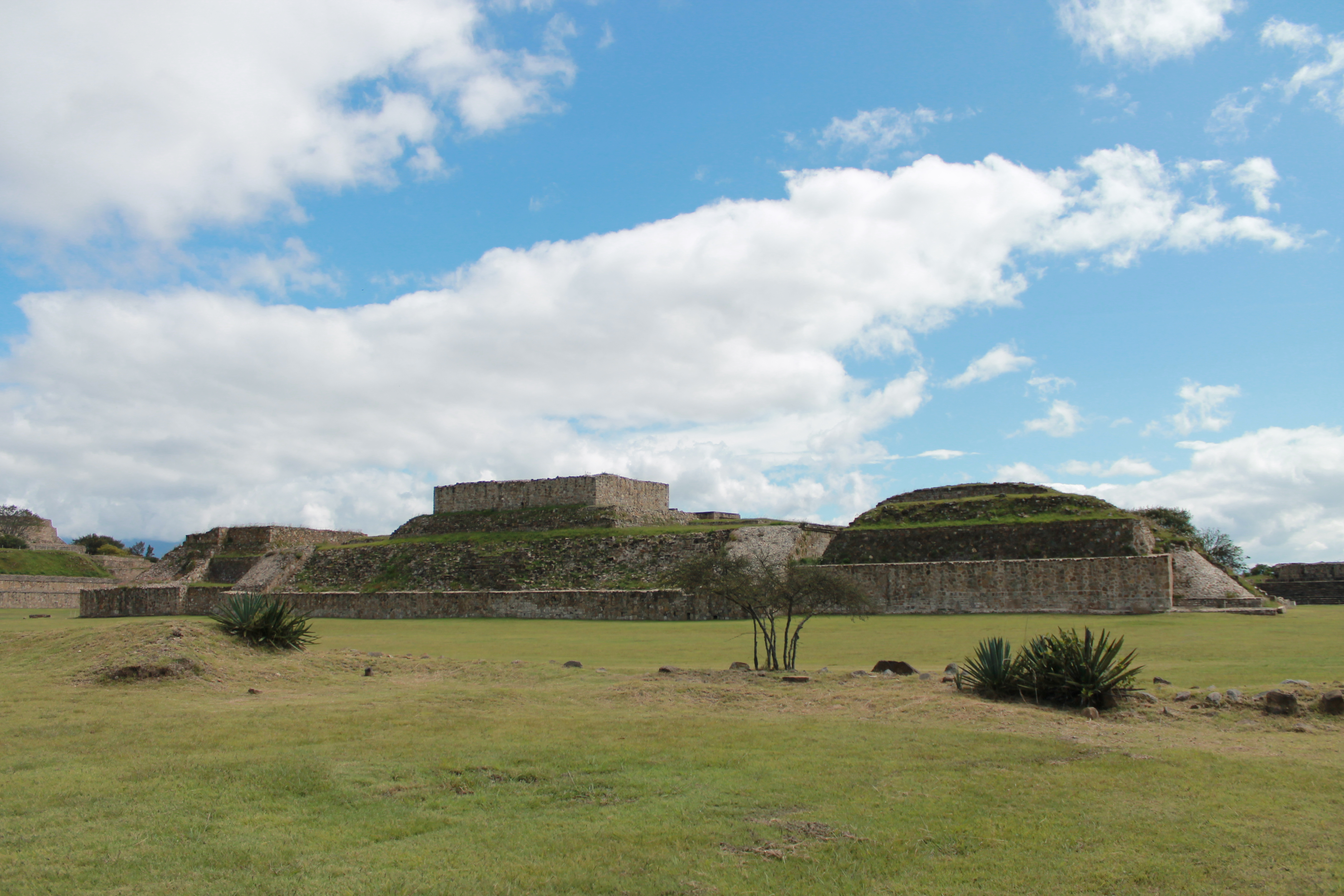
Edificios G,H e I Monte Albán

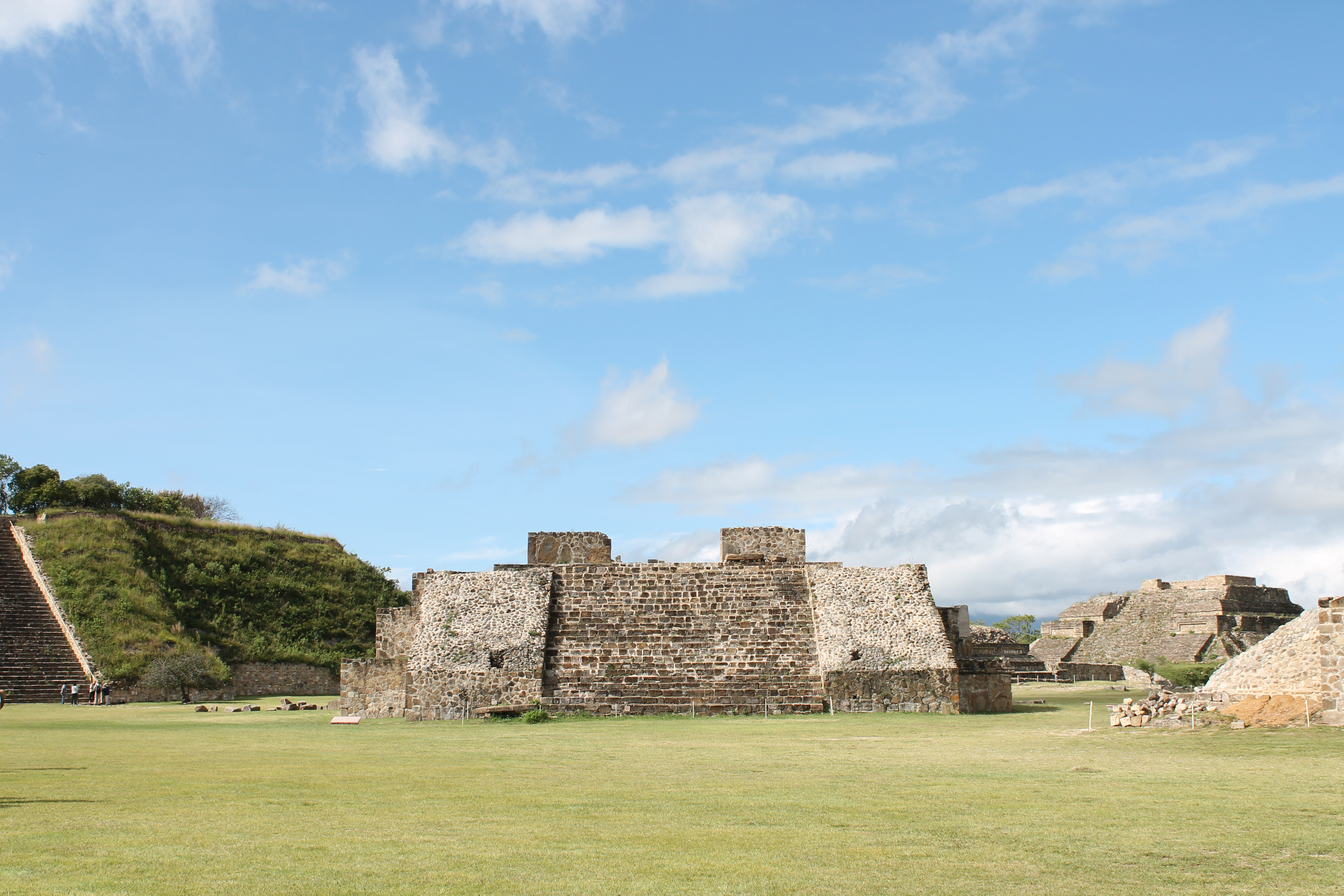
Observatorio Monte Albán

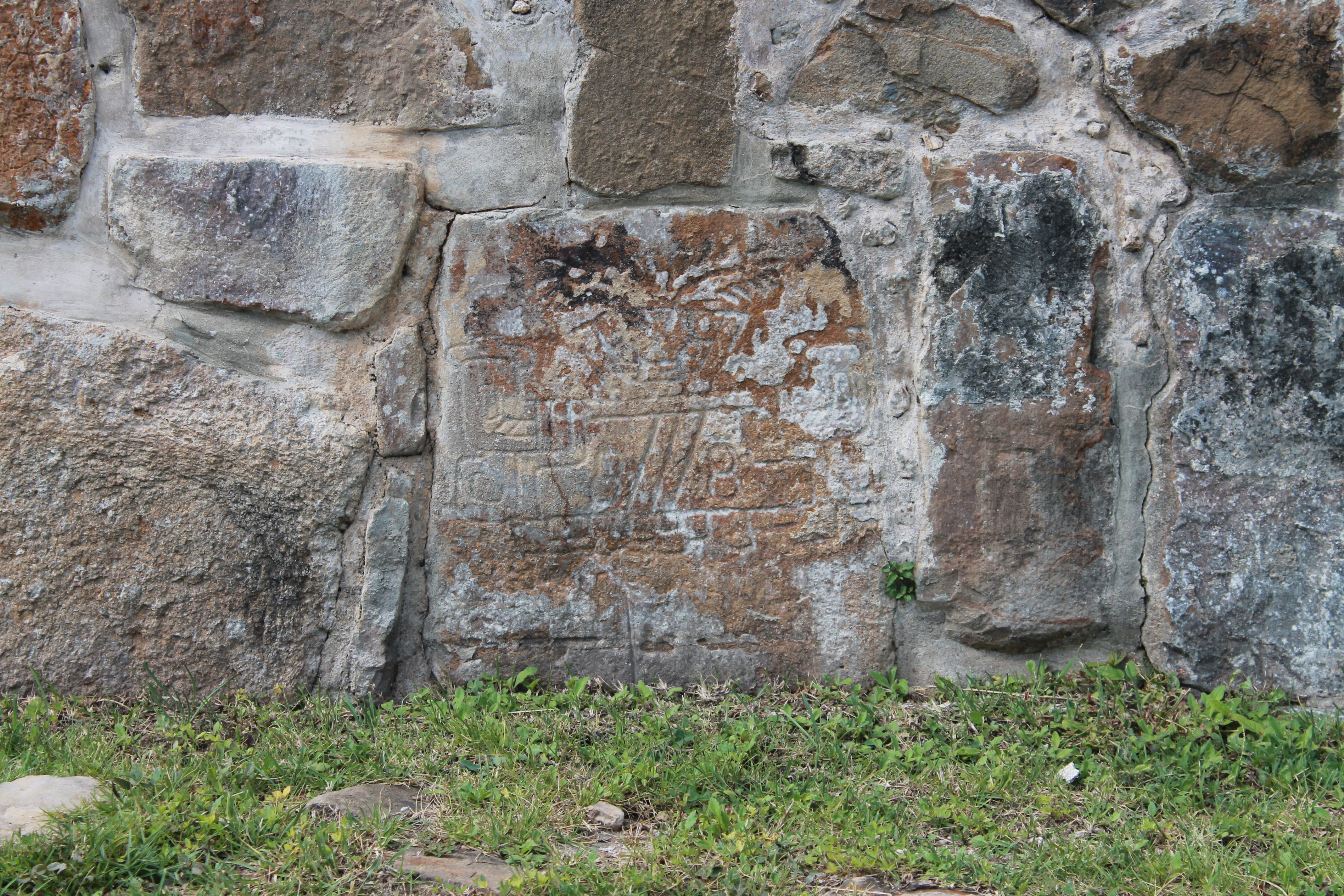
Relieve en observatorio

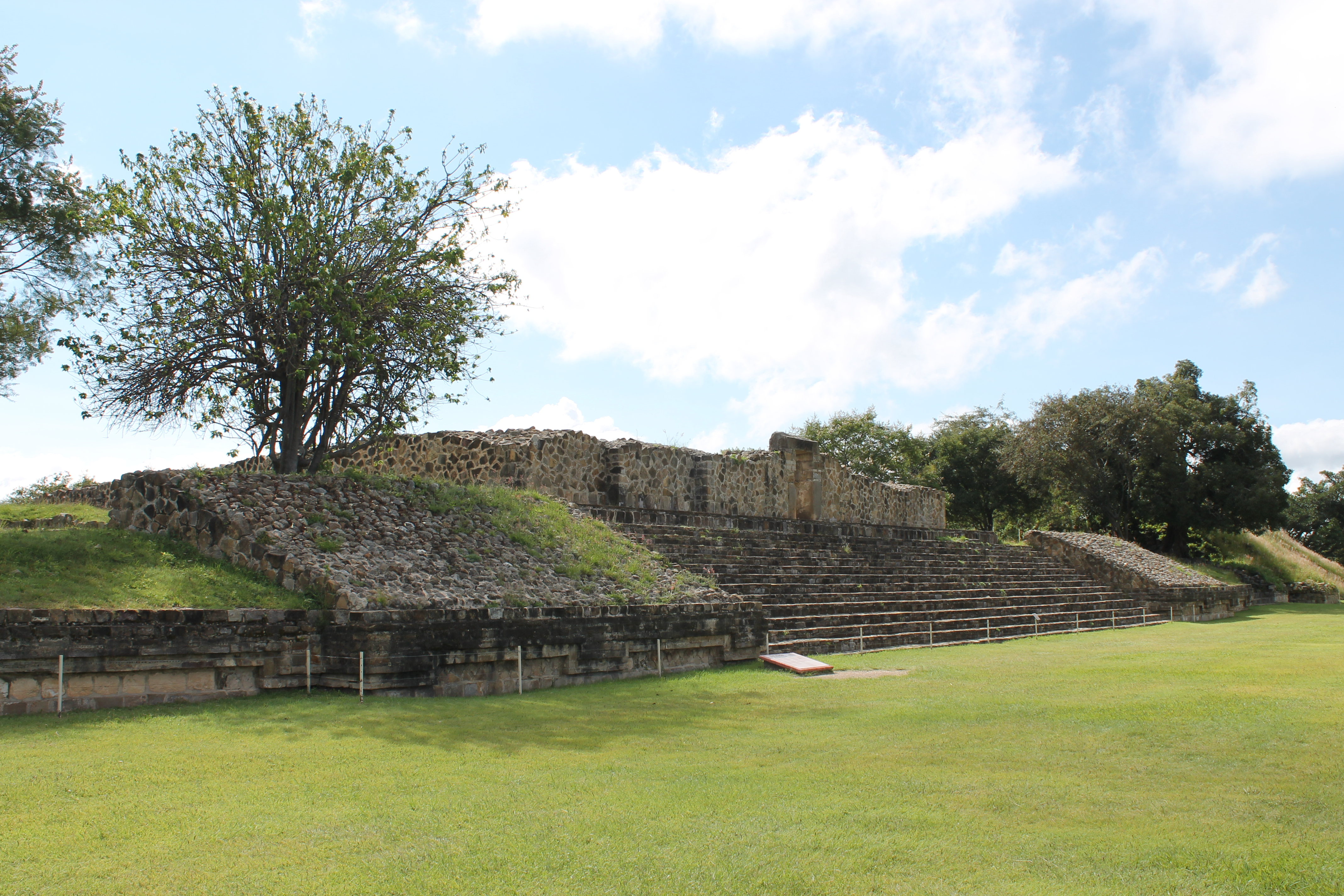
Palacio Monte Albán

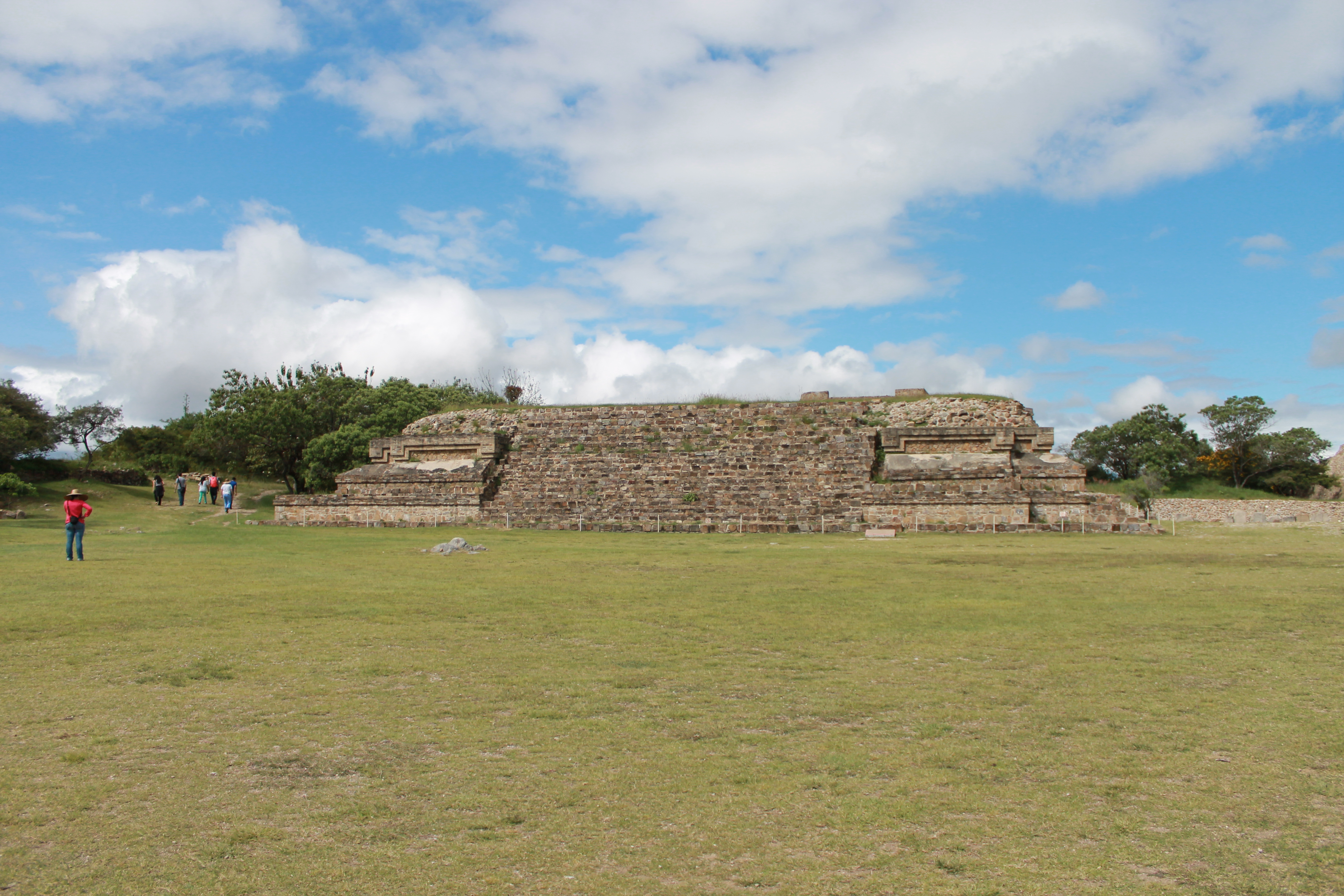
Sistema M Monte Albán

La Plaza Central de Monte Albán se comenzó a construir durante la Fase Monte Albán I, aunque probablemente las obras no fueron concluidas hasta el siguiente período. La plaza se encuentra sobre la cumbre del cerro de Monte Albán, a 400 metros sobre el nivel del valle. Tiene una forma casi rectangular, con dimensiones de aproximadamente 200 metros de ancho por 300 de largo. El eje de la plaza está ligeramente desviado hacia el noreste. Este espacio arquitectónico constituyó el corazón urbanístico de Monte Albán, y en torno a él se encontraban las principales edificaciones de la ciudad. Si se tiene en cuenta que los mesoamericanos precolombinos no poseían máquinas, animales de carga ni herramientas de hierro, el aplanado de la cumbre de Monte Albán sólo pudo ser realizado por una sociedad con un poder altamente centralizado, cuya organización fue necesariamente anterior al inicio de las obras urbanísticas de la ciudad.

##### Juego de Pelota Grande

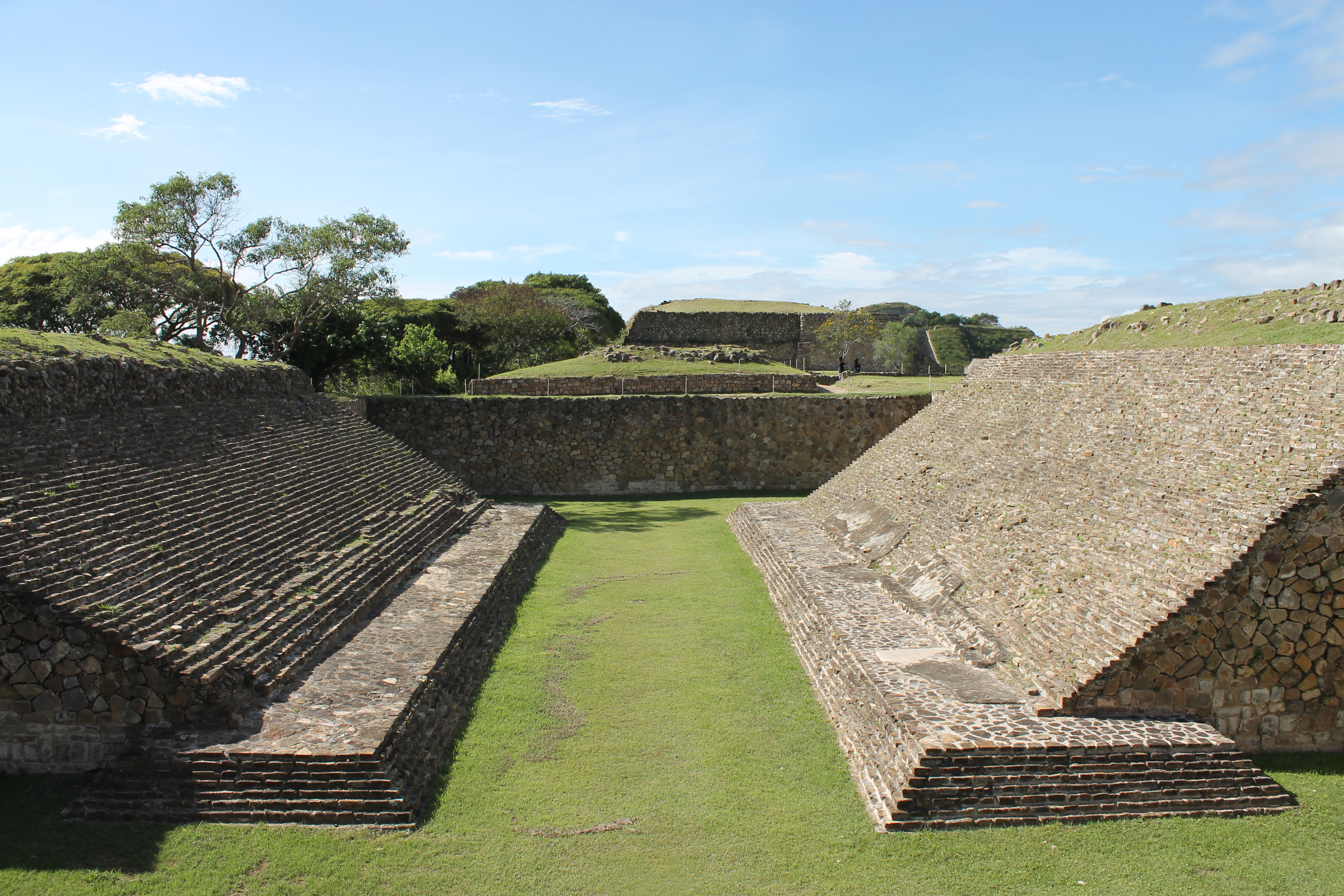
Juego de pelota Monte Albán

Como la mayoría de los centros ceremoniales prehispánicos, la zona arqueológica de Monte Albán cuenta con un juego de pelota el cual se encuentra localizado al norte de la plataforma oriente. Este recinto es conocido como Juego de Pelota Grande, a diferencia de otra construcción, también dedicada al juego de pelota, muy cercana a la Tumba 105, el cual es conocido como Juego de Pelota Chico. En algún momento los muros de esta edificación estuvieron cubiertos por estuco, como lo han demostrado las excavaciones realizadas en ese lugar. Las dimensiones del juego de pelota son de aproximadamente 25 metros de largo y de 7 por 22 metros en los extremos conocidos como cabezales. La longitud interior, incluyendo los cabezales, en su totalidad es de aproximadamente 60 metros.
En Monte Albán el juego de pelota se practicaba golpeando la pelota con la cadera, codos y rodillas. Los jugadores hacían pasar la pelota de un lado a otro; los muros inclinados ubicados a los lados de la cancha se cubrían con una gruesa mezcla de cal para crear una superficie que hiciera a la pelota regresar al campo de juego.
En esta zona arqueológica se construyeron cinco canchas de Juego de Pelota, hecho que confirma la importancia de dicho juego a nivel regional.
El "Juego de Pelota Grande" se construyó aproximadamente en el 100 a. C.

##### Edificio P
El Edificio P, ubicado en uno de los espacios laterales de la Gran Plaza es un basamento para un templo. Un elemento único que se puede encontrar en esta edificación es una cámara de luz en forma de chimenea angosta en la escalinata, se supone que fue utilizada para registrar el paso del Sol por el cenit. Este fenómeno era significativo para el calendario zapoteco y ocurre dos veces al año (8 de mayo y 5 de agosto).

##### El Palacio
En la zona de la Plaza Central se encuentra el Palacio, de cual se estima su construcción entre los años 350 y 800 d. C.. Su ocupación pudo estar relacionada con la clase noble o sacerdotal. Se ingresa al recinto a través de un pasillo estrecho llamado "entrada ciega"; esto nos habla del carácter restringido y exclusivo del edificio.
Al centro del patio se ubica un pequeño altar; a un costado un túnel corre por debajo del palacio. No se ha completado su exploración, sin embargo se cree que funcionó como acceso privado a la Gran Plaza y otras área aledañas.
En la actualidad, el palacio solamente conserva el desplante de los muros. El bloque rectangular que corona la puerta es una pequeña muestra del avanzado carácter de la arquitectura de la zona.

##### Observatorios astronómicos
Las observaciones que se hacían astronómica dio a la sociedad prehispánica el conocimiento necesario para: calcular los ciclos de la agricultura, conocer los cambios de estación, la proximidad de las lluvias, las épocas de recolección de plantas medicinales; así como para pronosticar acontecimientos futuros y orientar las construcciones, calles, avenidas y plazas hacia los puntos cardinales.
En la Gran Plaza se encuentran dos edificaciones que fungieron como observatorios astronómicos: Edificio J y Edificio P. Dichos edificios están relacionados con edificios de otras zonas arqueológicas ubicadas en el valle de Oaxaca, un ejemplo es el Caballito Blanco de la zona de Yagul.
En la base del Edificio J se muestra una piedra grabada, misma que se denomina "Lápida de conquista". Existen diversas de estas lápidas, en ellas se muestran escenas de conquistas realizadas por Monte Albán sobre otros pueblos entre el 100 a. C. y el 200 d. C.. En cada piedra es posible apreciar el glifo de Monte Albán y debajo una cabeza invertida que supone representar a los vencidos. Se cree que la existencia de dichas lápidas sirvió para mostrar la fuerza y el poder de los ejércitos ante los ojos de los locales.

##### Plaza de los Danzantes y Edificio L

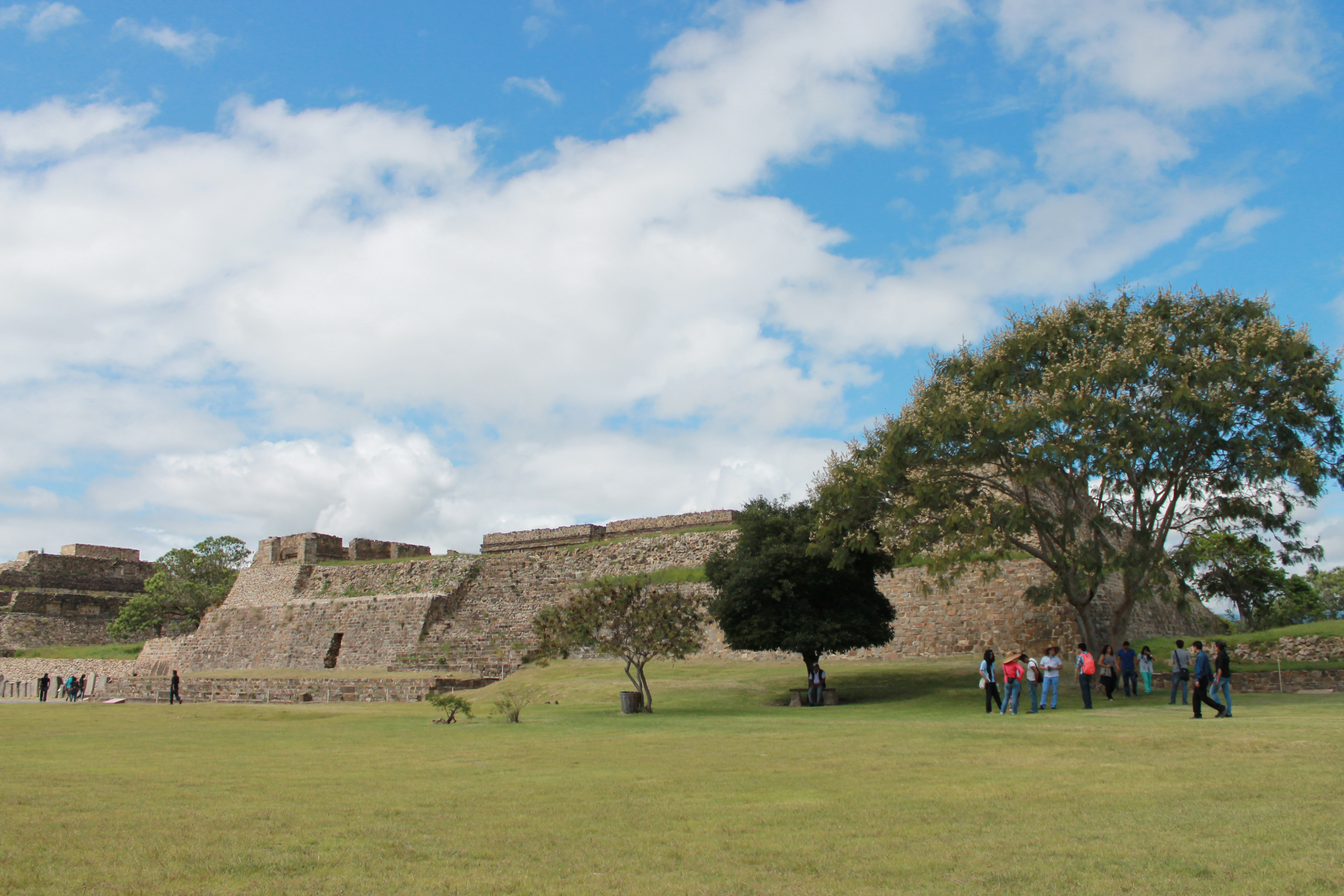
Edificio de los Danzantes Monte Albán

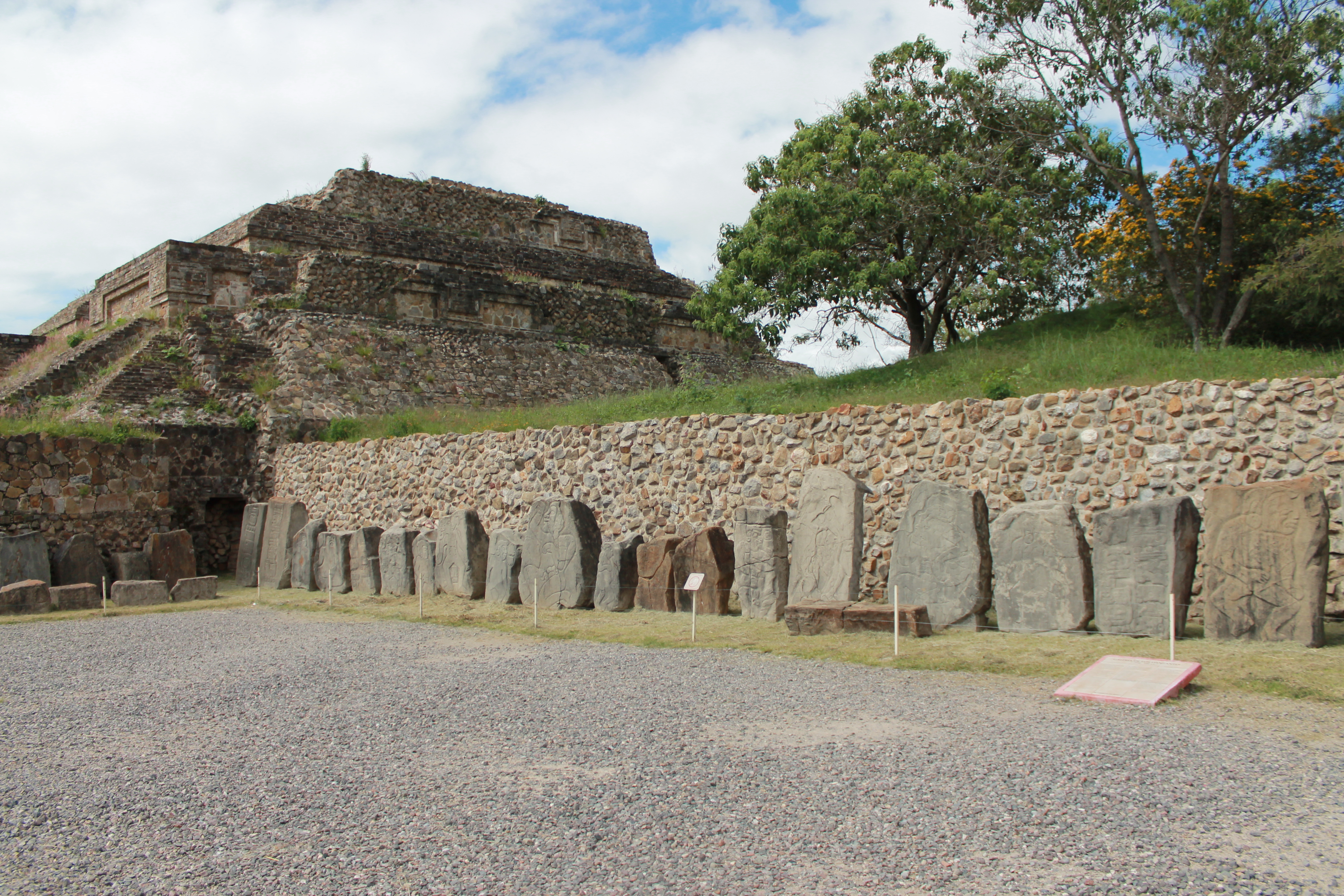
Muro Danzantes Monte Albán

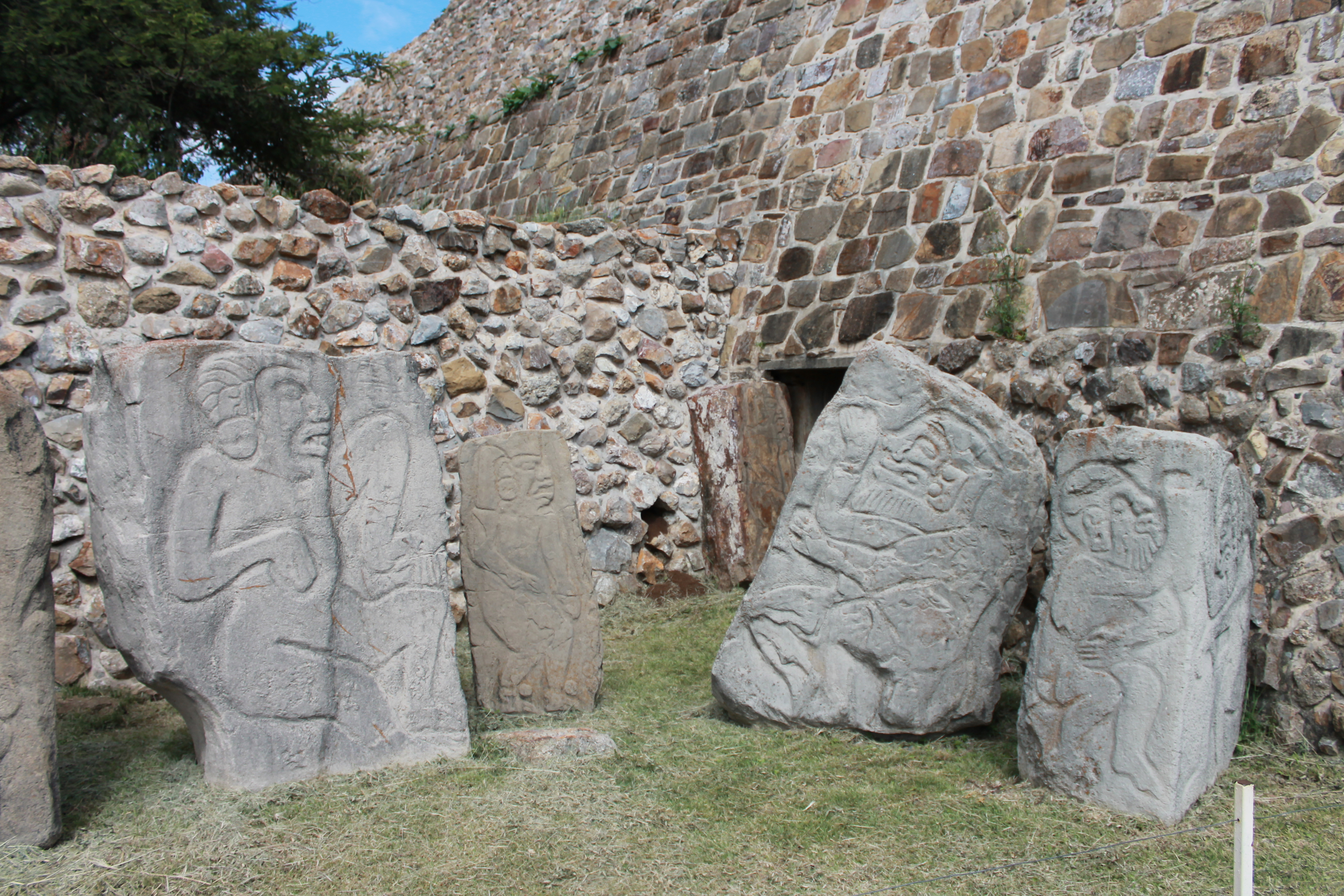
Piedras Grabadas Danzantes Monte Albán

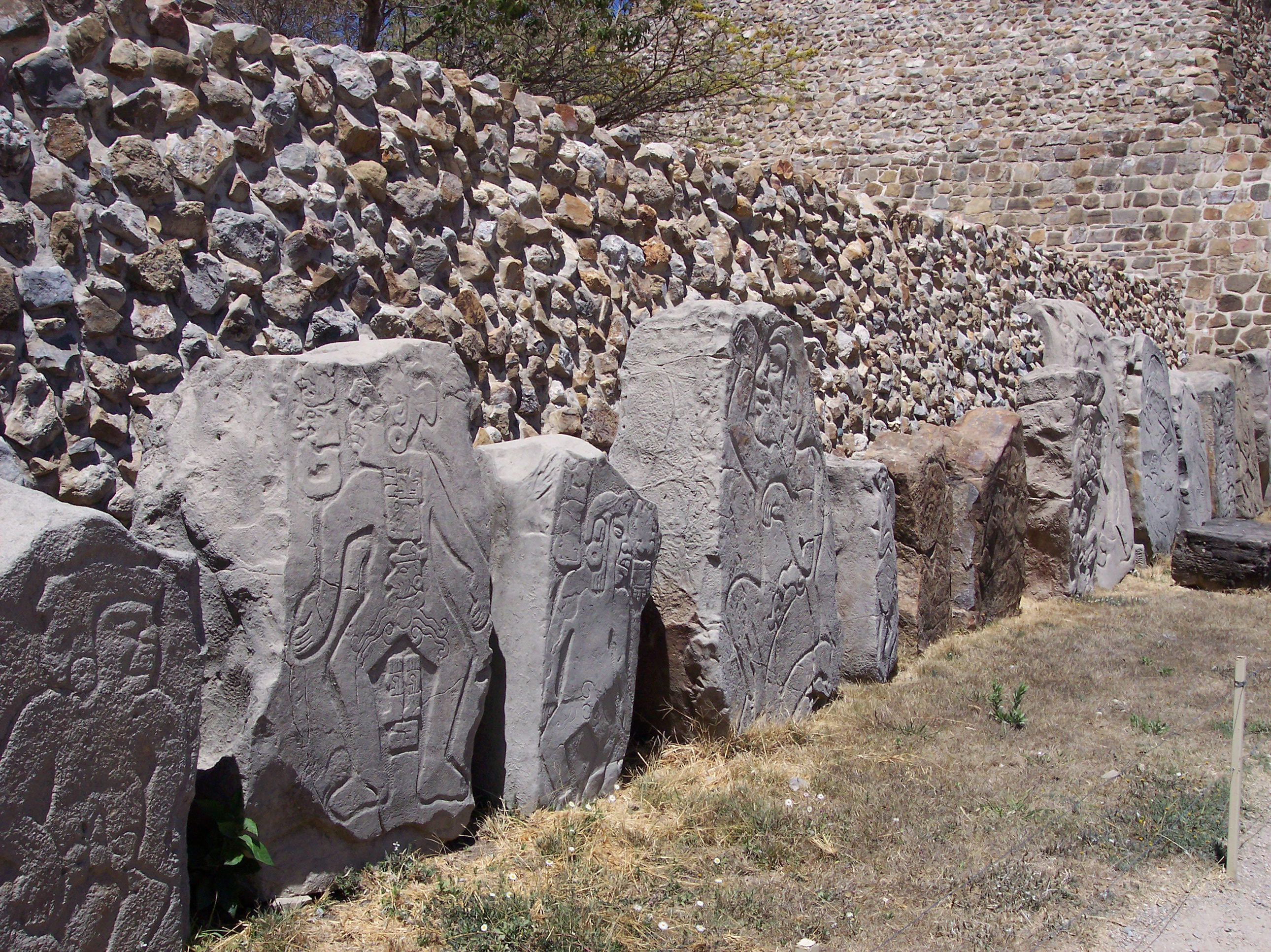
Estelas de los Danzantes, en la Plaza de los Danzantes, junto al Edificio L.

El Edificio L o de los Danzantes es uno de los más antiguos de la ciudad de Monte Albán. Fue construido durante la Fase Monte Albán I, justo en el tiempo en que la ciudad comenzaba su primer proceso expansionista en Los Valles entre los años 300 y 800 d. C.. El conjunto se conforma por un patio central de planta cuadrangular delimitado por varias habitaciones. Durante su ocupación hubo modificaciones para ampliar y dividir algunos cuartos.
La característica más llamativa de este edificio es que se encuentra recubierto de numerosas estelas en las que se encuentran representaciones de personajes acompañados de glifos calendáricos y antroponímicos. Las estelas son conocidas como Los Danzantes debido a que los personajes que aparecen representados en ellas se encuentran en posiciones dinámicas, sobre todo en comparación con otras representaciones humanas producidas por los zapotecos. Las numerosas piedras grabadas, o estelas, presentan características que denotan diversos rasgos en común; todos los personajes representados son masculinos, están desnudos, la mayoría son obesos, de nariz ancha y labios gruesos. Debido a las características formales de los grabados se atribuye influencia de la cultura Olmeca. Algunas interpretaciones proponen la representación de gobernantes o dirigentes de pueblos vecinos de monte Albán que pudieron haber sido capturados y sacrificados; existe un simbolismo recurrente que aparenta la castración de los personajes y la obtención de su sangre, tal vez para ofrecerla a las deidades o quizá como culto a la fertilidad.
En la secuencia de estelas ubicadas junto al Edificio L hay tanto piedras en posición horizontal como en posición vertical; las estelas verticales representan danzantes mientras que las horizontales representan nadadores. El hecho de que estén puestas una junto a la otra se puede deber a que las lápidas en sí representen un texto para ser leído por los visitantes. En las estelas se representan símbolos y fechas que narran acontecimientos históricos ocurridos en esa época. Los zapotecos desmantelaron siglos después parte de los muros del edificio para reutilizarlos en otras construcciones .
Se trata de un tipo de monumentos que se han encontrado también en otros sitios preclásicos de Los Valles como San José Mogote y Dainzú. Varios de los monolitos tallados se encuentran en torno al Edificio L, por lo que la plazuela asociada a esta estructura es conocida como Plaza de los Danzantes.

##### Sistema IV
Es un conjunto de carácter ceremonial compuesto por un templo, un patio y un adoratorio. Es gemelo del Sistema M y corresponde a la época IIIB-IV o 500-800 d. C. El basamento del templo posee una escalinata flanqueada por alfardas; la escalinata tiene varios cuerpos en talud y tablero, los segundos muestran decoraciones de tipo "doble escapulario". El nicho ubicado en el centro de la base de la escalinata pudo fungir como área para la colocación de ofrendas. La entrada al patio es desde la Gran Plaza, por medio de las escalinatas del Montículo N. Dentro del Edificio IV hay un gran basamento en talud (Época I, 500-100 a. C.) y un templo de la Época II (100 a. C.-350 d. C.)

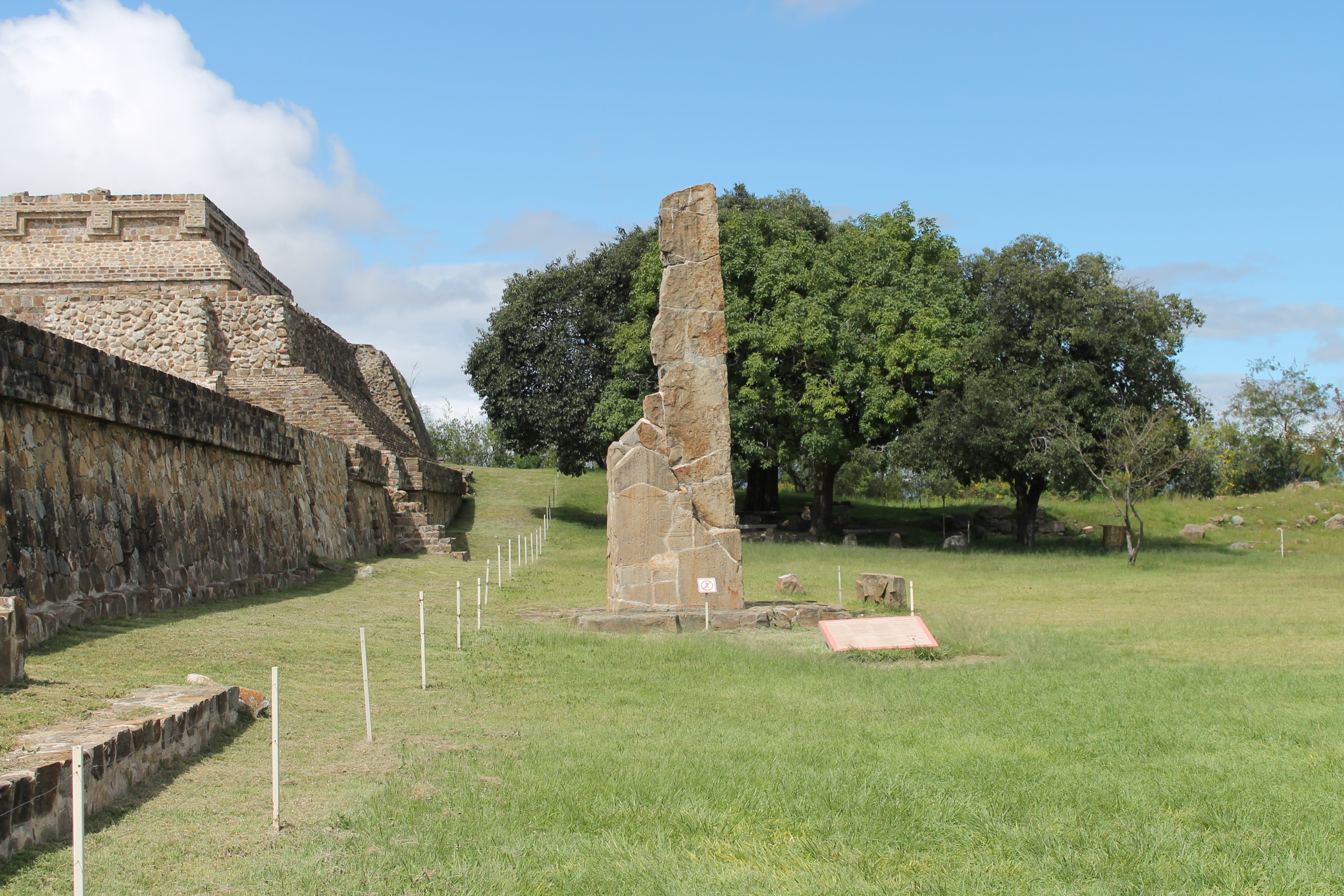
Estela 18

Junto a este Sistema se encuentra la Estela 18, que con 5.80 metros de altura es la más alta de Monte Albán y también es de las más antiguas. Fue erigida durante la Época II, entre el 100 a. C. y el 300 d. C. Pudo haber sido un instrumento astronómico similar a los que se encuentran en otras civilizaciones, como los obeliscos en la cultura egipcia. Entre sus funciones estaban la verificación del mediodía local, que en la antigüedad era una de las cuatro subdivisiones del día.
La función geométrica más evidente de la Estela 18 es reflejar el momento en el que el Sol está a mediodía mediante la posición de su sombra; el término equivalente en la lengua zapoteca al latino Meridiana es Nahuitji Copijcha, que significa "Sol arriba o en medio". Su sombra crece anualmente al máximo hacia el norte durante el solsticio de invierno y decrece hacia el sur en el solsticio de verano, con lo cual se establece una unidad y sistema de medida del tiempo y espacio para ordenar la arquitectura y el calendario.

#### Plataforma Sur

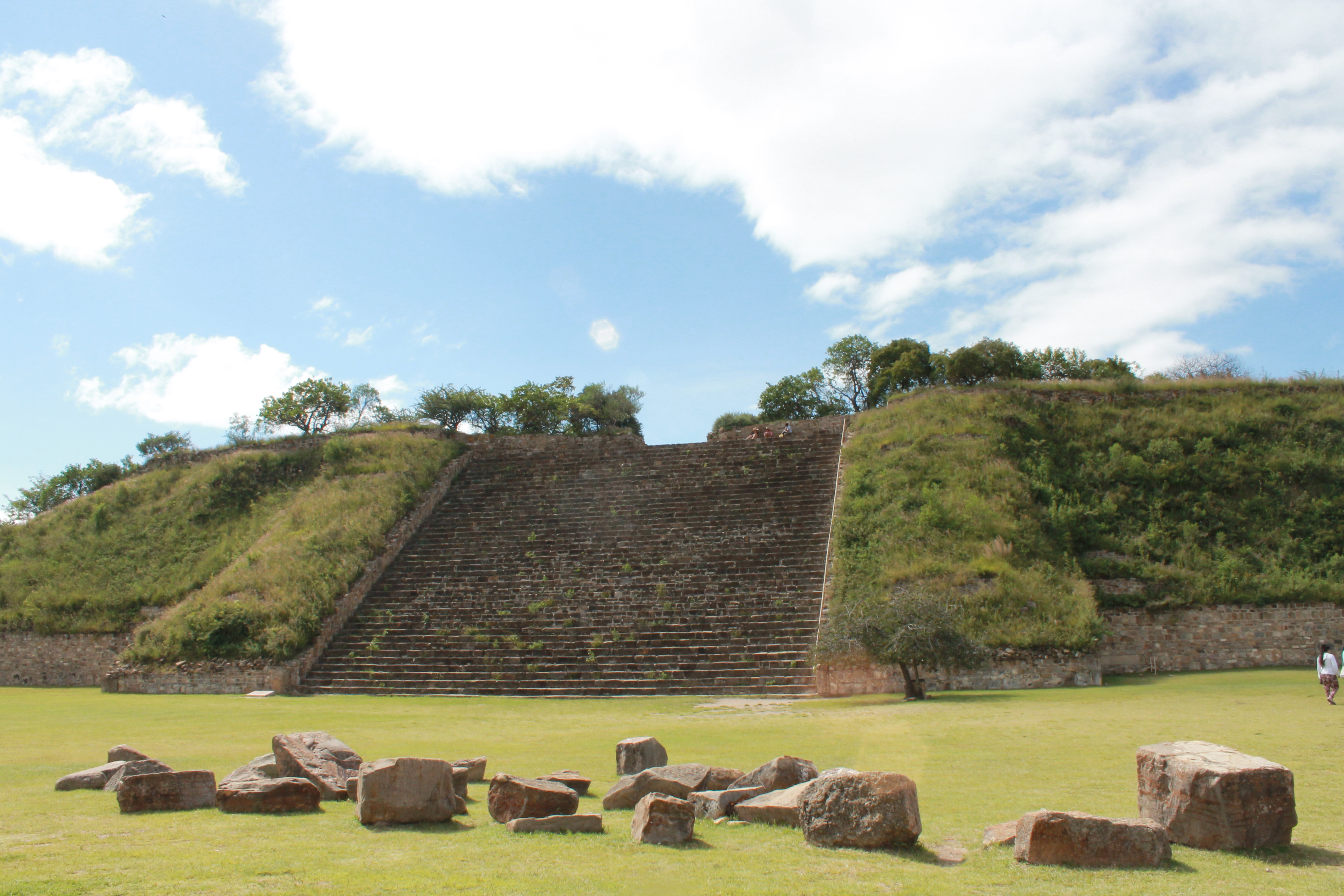
Plataforma Sur Monte Albán

Como su nombre lo indica, la Plataforma Sur ocupa el extremo sur de la Plaza Central de Monte Albán. Se trata de la más alta de las construcciones de la ciudad, con cuarenta metros de altura. Tiene una planta casi cuadrangular, de 140 metros por lado. Esta edificación de dos cuerpos fue construida durante el período de apogeo de Monte Albán entre 500 y 800 d. C. (Fases Monte Albán IIIA y IIB-IV). En la parte inferior del edificio se encuentran unas estelas con glifos propios de la escritura zapoteca precolombina, que fue una de las primeras en aparecer en Mesoamérica. En la parte superior de la plataforma se encuentra un patio y dos basamentos piramidales, el principal está ubicado dentro del eje norte-sur de la ciudad y el otro (más pequeño) está ubicado hacia el sureste. En las esquinas de la edificación se reutilizaron piedras labradas de mayor antigüedad. Se encuentra también un muro defensivo que se construyó sobre el monumento después de 800 d. C., limitando así el acceso de la plataforma hacia el sur.
, a la que el público visitante puede acceder por una escalinata, misma que posee una anchura de 40 metros, desde el costado norte de la construcción

#### Plataforma Norte

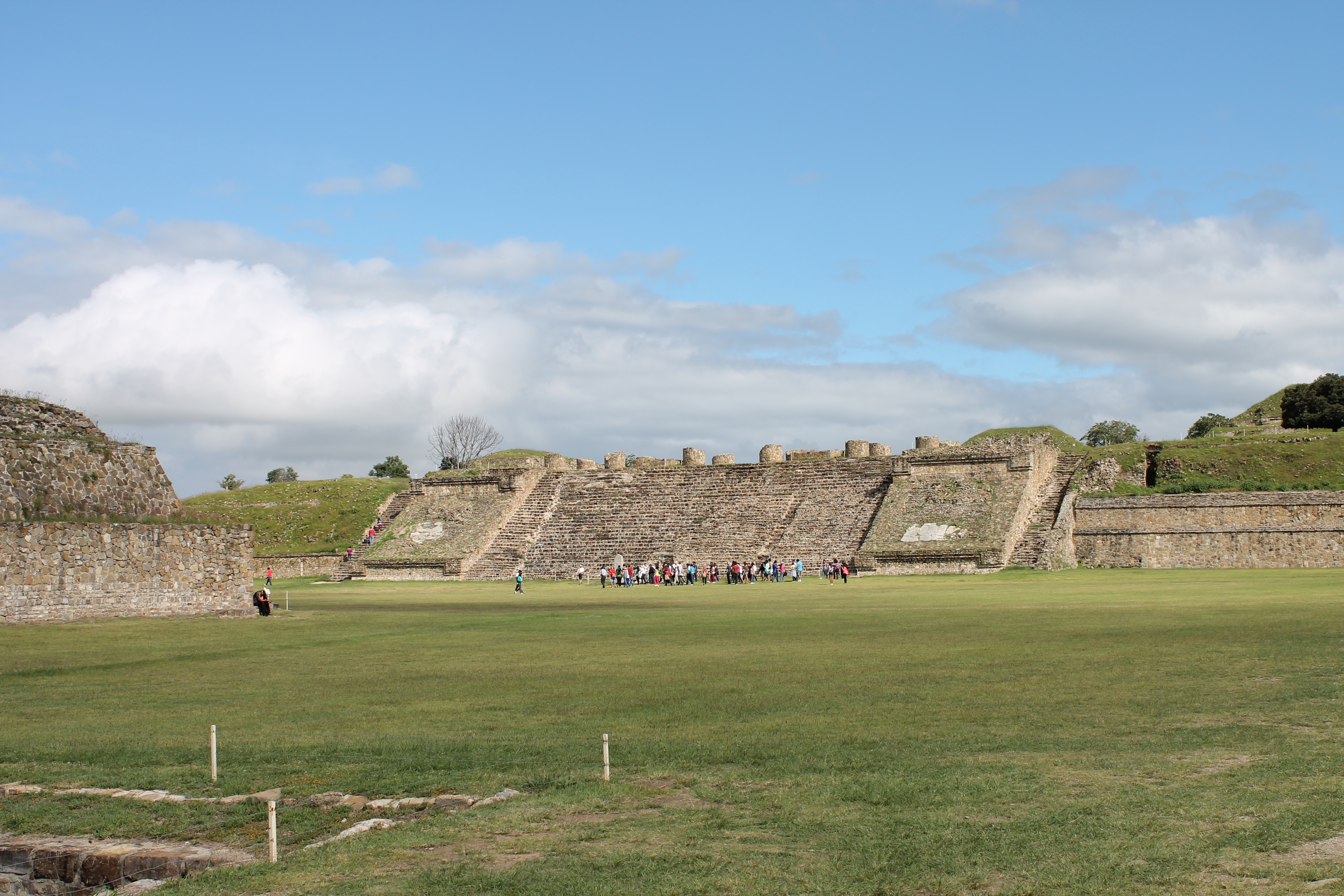
Estela 9 y Patio Hundido Monte Albán

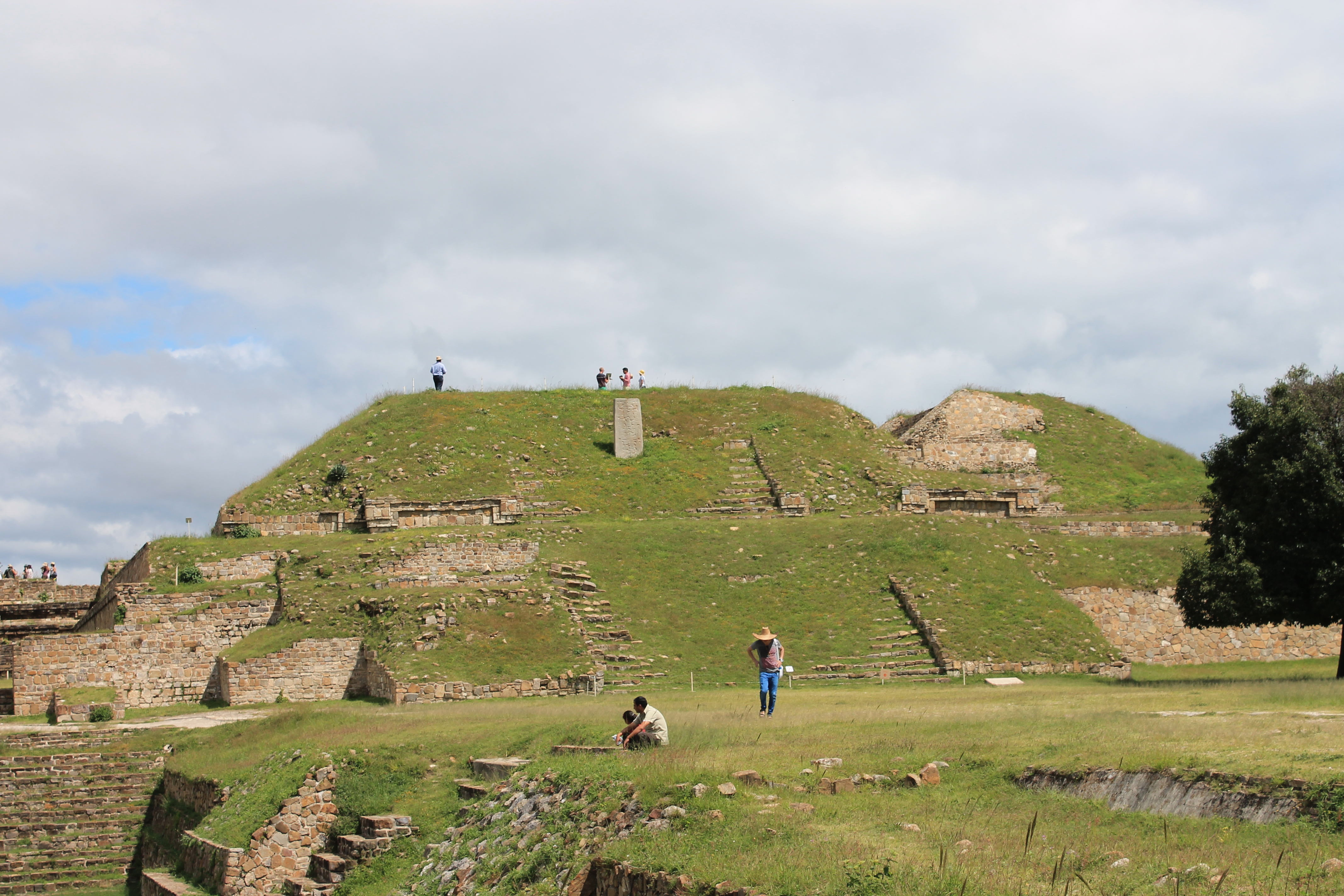
Edificio E Monte Albán

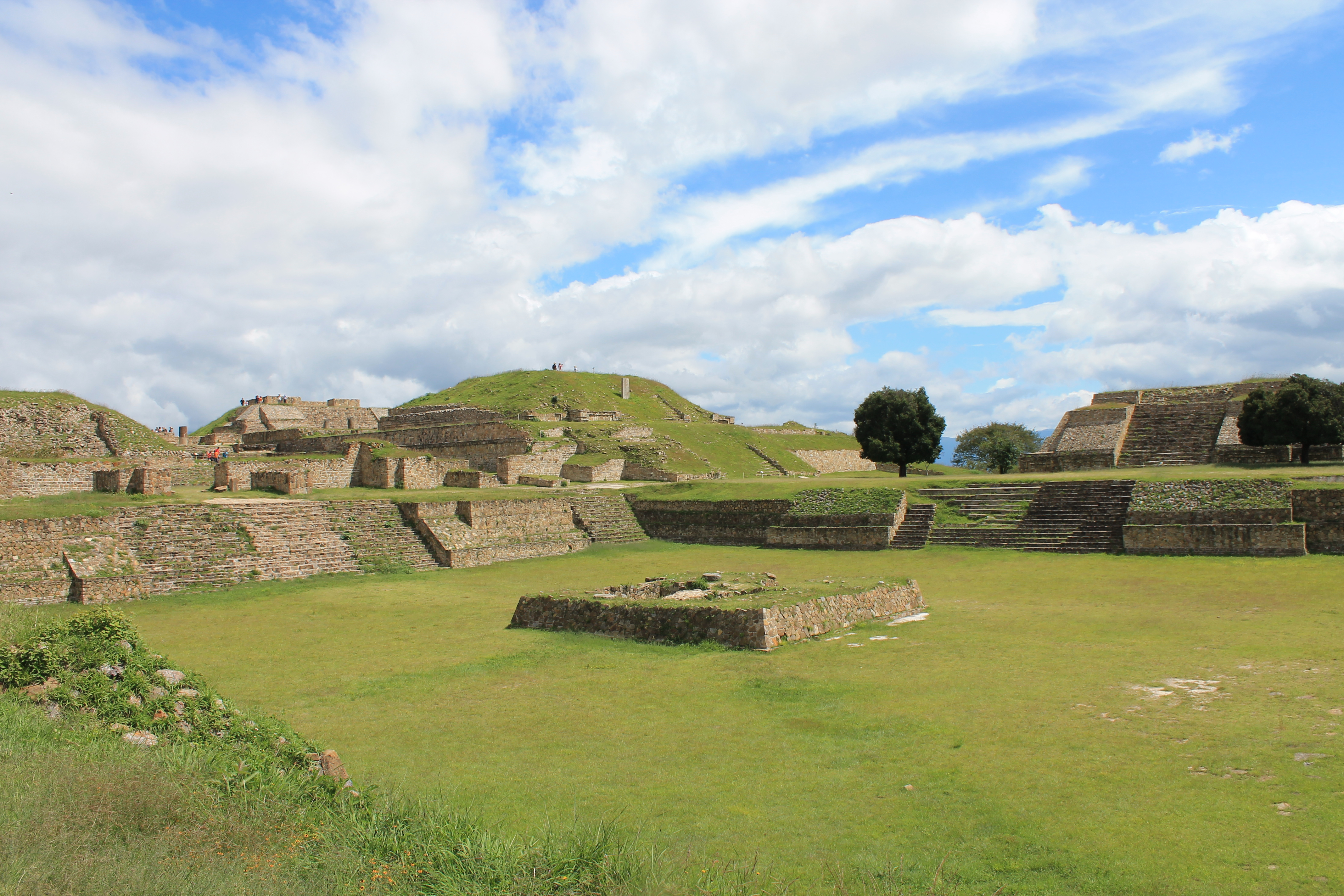
Patio Hundido Monte Albán

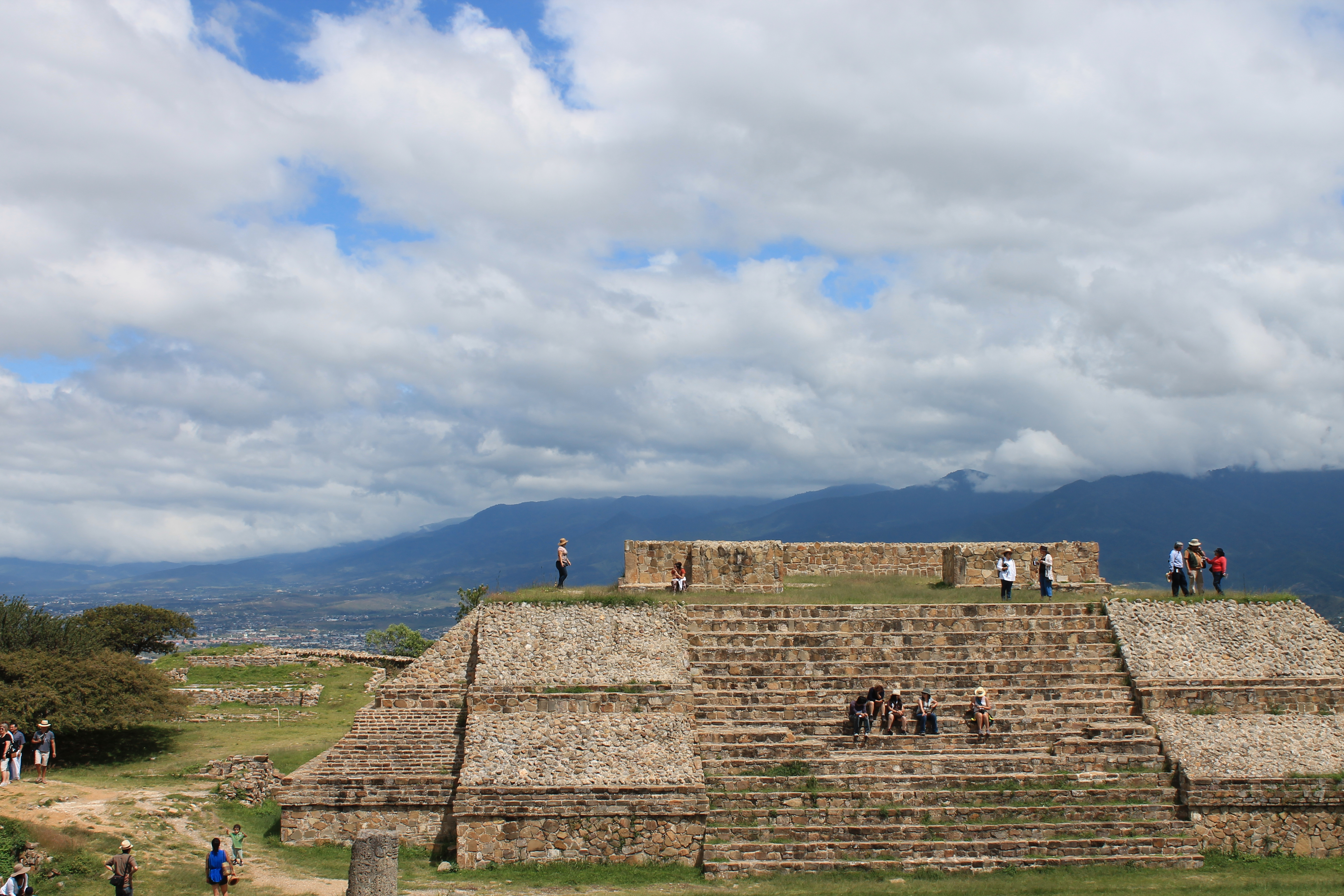
Edificio I Monte Alban

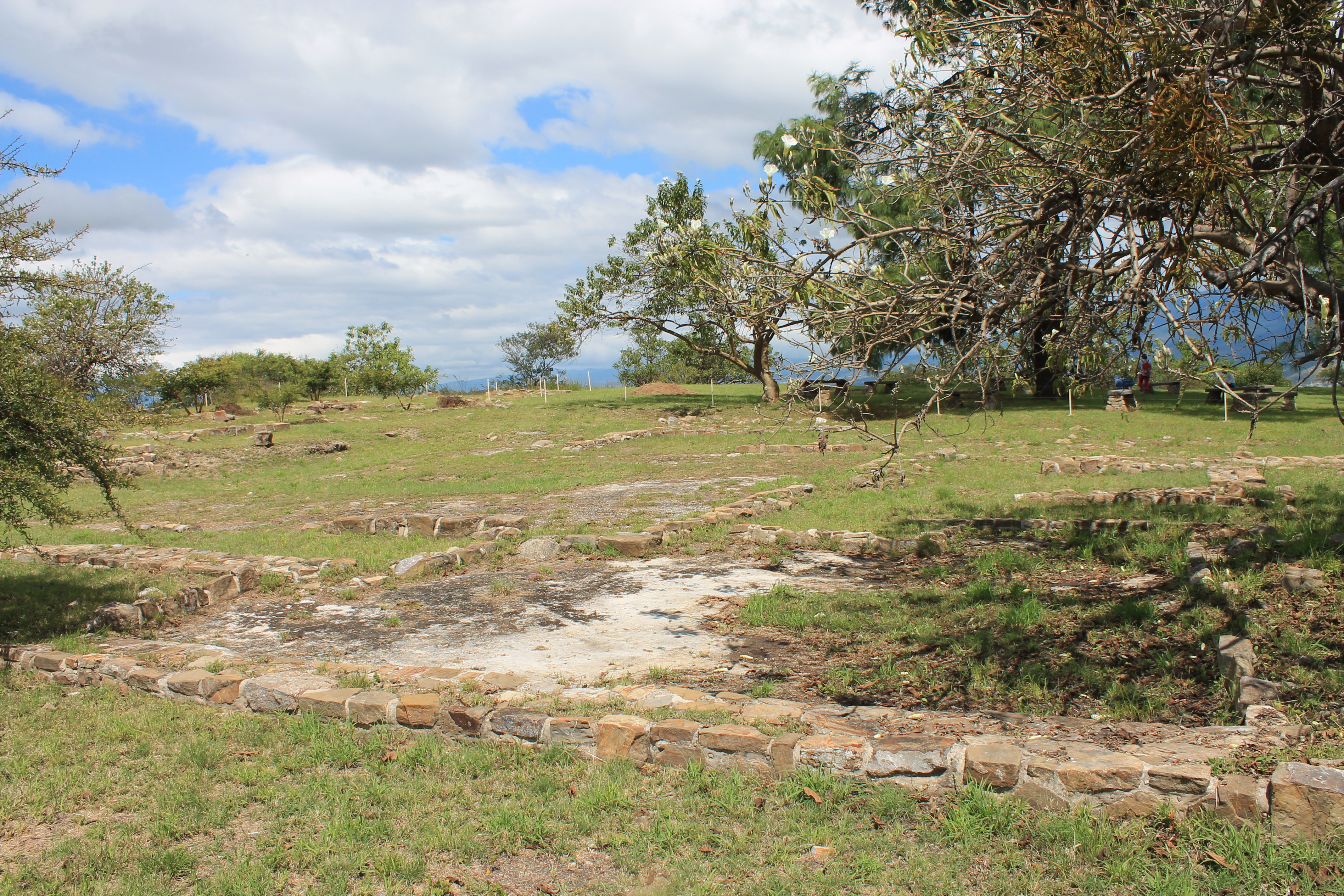
Palacio del Ocote

##### El Palacio del Ocote
Este conjunto forma parte de las áreas residenciales más exclusivas de la Plataforma Norte. El palacio se compone de un patio central alrededor del cual se agrupan varios cuartos, de diferente tamaño cada uno. Debido a sus dimensiones y a la gran cantidad de habitaciones se cree que el Palacio fue ocupado por un grupo numeroso de alto rango social.
El palacio central carece de tumba; en su lugar se localiza un altar, mismo que está relacionado con el carácter ceremonial del conjunto. Los restos datan de los años 300 a 600 d. C..
En la actualidad, como se observa en la imagen, solamente se conservan los cimientos de las paredes de la edificación. Las habitaciones contaban con pisos de cal y arena pintados de rojo: en los techos probablemente había vigas y otros materiales de origen natural que desaparecieron con el paso del tiempo.

#### Tumbas prehispánicas en Atzompa
Atzompa cuyo significado es “en la cumbre del agua” se localiza a 8 km al norte de Monte Albán en la población de Santa María Atzompa, población famosa por el barro vidriado que produce.
La localidad de Santa María Atzompa está situada en el Municipio de Santa María Atzompa (en el Estado de Oaxaca). Tiene 16855 habitantes. Santa María Atzompa está a 1580 metros de altitud sobre el nivel del mar, estas ruinas se localizan en la cima del cerro llamado el Bonetee.
Este centro ceremonial fue abierto al público después de 6 años de arduo trabajo. Entre los proyectos para este centro ceremonial y para la población de Atzompa se encuentra el rescate del árbol de copal y también el rescate de la flora de la región, así también se impulsa un museo comunitario que funcione como un atractivo para turistas locales, nacionales e internacionales.
Se cree que esta zona fue fundada en el año 650 y abandonada en el año 850, fue una importante ciudad alterna a Monte Albán, Una característica de esta zona arqueológica es la existencia de tres canchas para el juego de pelota, así también se cree según las excavaciones realizadas en el sitio que funcionó como residencia de gobernantes y sacerdotes y nobles zapotecas
Un sepulcro prehispánico de alrededor de 1,200 años de antigüedad, que debió pertenecer a una familia zapoteca de estatus medio que trabajaba para el sostenimiento de la élite, fue descubierto en la zona arqueológica de Atzompa, en Oaxaca.
Se trata de la cuarta tumba que se halla en esta urbe cercana a Monte Albán, luego de que en meses anteriores se descubrió un complejo funerario compuesto por tres sepulcros, creados al interior de un edificio del área que ocupó la élite de Atzompa.
Para los especialistas del INAH el hallazgo del espacio doméstico y su tumba, son relevantes porque ayudan a comprender que el complejo central de la antigua urbe de Atzompa no solo tuvo un área cívico-ceremonial, sino también habitacional.
De acuerdo con los investigadores la tumba se localizó debajo del piso de lo que fue la habitación principal de la vivienda. Se trata de un espacio subterráneo que mide 1.99 m de largo, y al interior se extiende 80 cm, al que se accede por una entrada de 54 cm.
En el sepulcro, que se encontró intacto, estaban depositadas las osamentas de dos individuos adultos. El contexto indica que uno de ellos falleció primero, y sus restos fueron removidos tiempo después al fondo de la cripta para depositar el cuerpo de un segundo personaje, razón por la que el esqueleto de este se halló en la posición en que fue enterrado (boca arriba).
Se detalla que a uno de los dos personajes enterrados, le fueron depositados en el umbral de la tumba y, a modo de ofrenda, cuatro vasijas efigie: 
Dos de esas vasijas representan al Dios Cocijo, deidad zapoteca de la lluvia, que es reconocido por la boca y la lengua con aspecto de una máscara bucal de reptil, así como por el glifo C, relacionado con el maíz.
En una de las piezas, el dios aparece sentado en una especie de trono, con un resplandor detrás, este mismo elemento lo posee el otro recipiente. Ambos tipos de decoración (el trono o pedestal, y el resplandor) son poco comunes en representaciones de vasijas efigie localizadas dentro de la zona arqueológica, destacó la investigadora.
Otras de las vasijas efigie alude a una deidad femenina en posición sedente, con las manos extendidas sobre su regazo y un collar de cuentas. La restante (otra deidad aún no identificada) muestra una iconografía compleja, se trata del busto de un personaje con nariguera prominente y un tocado de mazorcas, que en su pecho presenta un pequeño rostro flanqueado por dos círculos.

## Estelas
Existen varias estelas en Monte Albán que contienen sobre su superficie exclusivamente texto escrito, en forma de jeroglíficos, los cuales no tienen figuras animales ni humanas representadas. Estas estelas se encuentran ubicadas fuera de los edificios y conmemoran sucesos importantes para la historia de la ciudad. Los jeroglíficos corresponden básicamente al calendario, del que se han podido deducir los signos representantes de los días, meses y el año. Muchos de los jeroglíficos esculpidos representan números, los cuales permiten demostrar que los habitantes de la región ya poseían un gran conocimiento matemático y astronómico del cual se conoce muy poco. Una de las estelas, la mayor de Monte Albán, mide aproximadamente seis metros de altura y está orientada astronómicamente, alineada perfectamente en dirección norte con la Estrella Polar.

## Sistema Calendárico
EI sistema calendárico era una convención de símbolos asociados al ciclo solar, el cual se compartía con otros pueblos mesoamericanos. Los zapotecos también tenían un calendario ritual o sagrado (piye) que comprendía el año de 260 días, donde se combinaban 20 días con 13 numerales que daban como resultado los 260 nombres diferentes; y un calendario solar de 365 días (yza), de 18 meses de 20 días y 5 días adicionales; ambos calendarios derivaban de los que habían inventado en sus orígenes.
Como en el resto de las culturas mesoamericanas, en el sistema de calendarios zapotecos también coincidían las cuentas ritual y solar cada 52 años, y de esta manera se completaban los siglos, que indicaban el momento de la renovación total de la vida de la gente y de las ciudades, era el momento del Nuevo Sol.